# Anklam

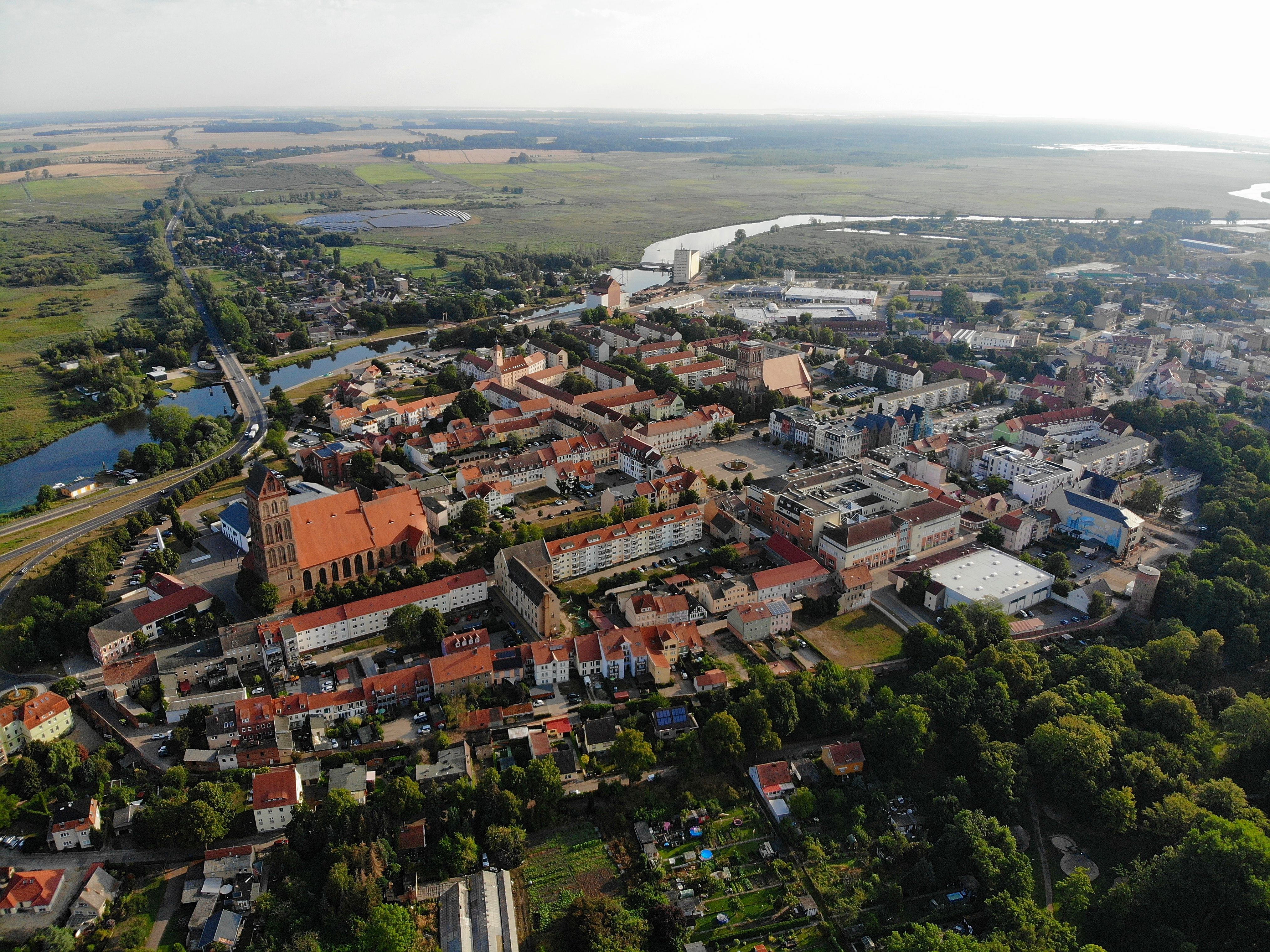
Luftbild der Anklamer Altstadt, 2020

Die Hansestadt Anklam [ˈaŋklam] ⓘ ist eine amtsfreie Kleinstadt im Landkreis Vorpommern-Greifswald in Mecklenburg-Vorpommern (Deutschland). Die Stadt ist eines der 18 Mittelzentren des Landes.
Anklam wird aufgrund seiner Lage wie das nördlicher gelegene Wolgast auch als „Tor zur Insel Usedom“ bezeichnet und ist bekannt als Geburtsort des Luftfahrtpioniers Otto Lilienthal.

## Geographie

### Lage
Die Stadt liegt am Fluss Peene, etwa sieben Kilometer vor dessen Mündung in den zur Ostsee fließenden Peenestrom, einen der drei Oderhaff-Ausflüsse. Östlich von Anklam, nahe dem Ortsteil Zecherin der Stadt Usedom, befindet sich mit der Zecheriner Brücke eine von zwei Straßenbrücken über den Peenestrom auf die Insel Usedom (die westliche Verbindung ist die Peenebrücke Wolgast). Anklam ist in den deutsch-polnischen Verflechtungsraum der Metropole Stettin eingebunden.
Das Peenetal ist das größte zusammenhängende Niedermoorgebiet Mitteleuropas und seit 2011 als Naturpark Flusslandschaft Peenetal ausgewiesen. Innerhalb dieses Naturparks bestehen mehrere Naturschutzgebiete; in unmittelbarer Näher der Stadt sind dies das 1461 ha große Naturschutzgebiet Anklamer Stadtbruch sowie das 1500 ha große Naturschutzgebiet Unteres Peenetal (Peenetalmoor).

### Stadtgliederung
Zur Stadt Anklam gehören folgende Ortsteile:
- Gellendin
- Pelsin
- Stretense

## Geschichte

### Namensgeschichte

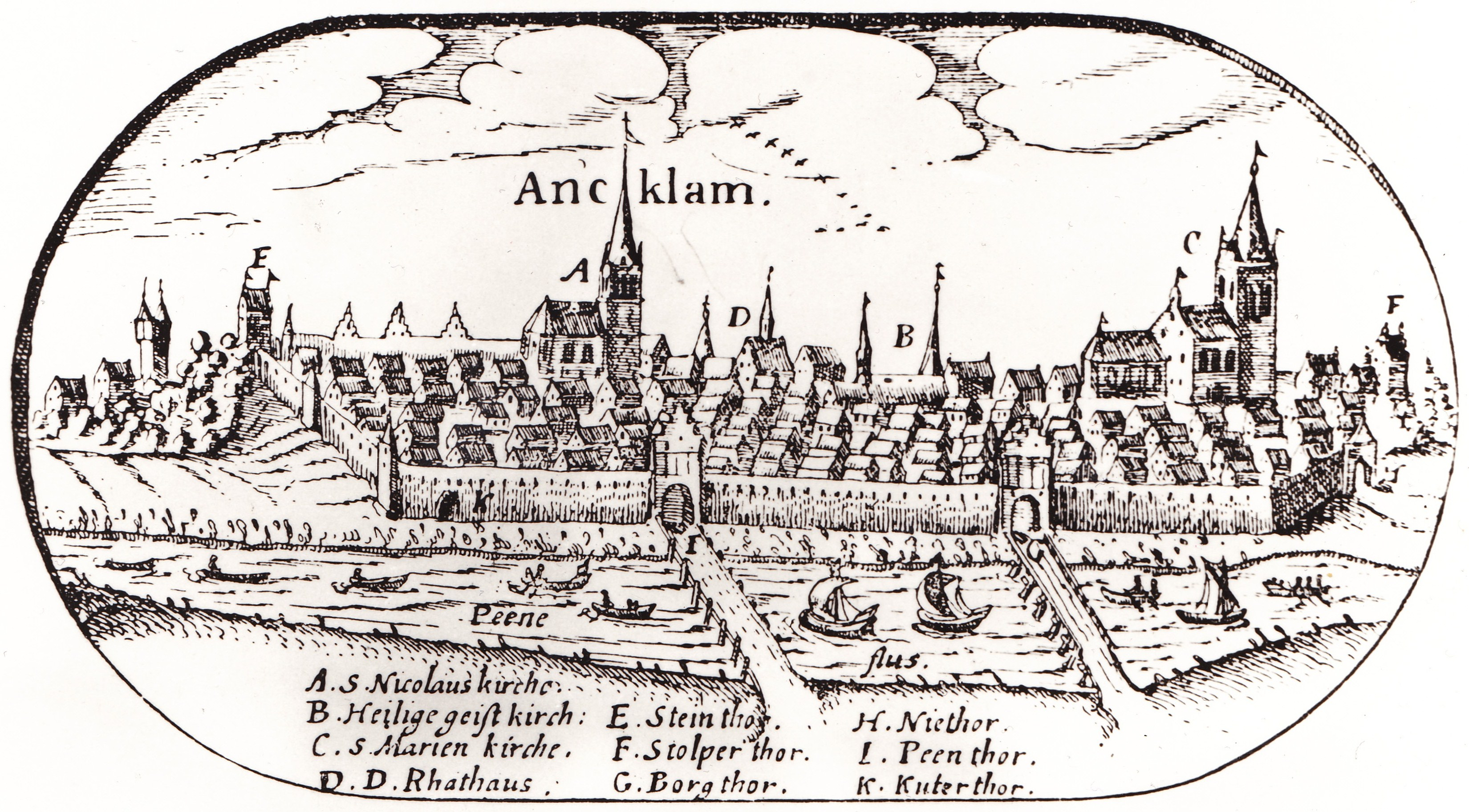
Ansicht von 1618 von Eilhard Lubin, auf der auch eine Brücke zum Burgtor zu sehen ist

Die erste urkundliche Nennung Anklams erfolgte 1243 mit Tachlim, es folgen dann 1256 Thanglim und 1264 Tanchlim. Das T fiel erstmals 1284 weg, als der Ort Anclim und 1285 Anclem genannt wurde. Danach sind sehr viele urkundliche Schreibungen bekannt mit wechselnden Namen. Erst nach 1524 sind nur noch Schreibungen ohne T, aber mit Wechsel zwischen c und k aufgeführt. Der Name wird auf die slawische Wortbedeutung „Am Hügel“ zurückgeführt, was auf die Lage des Ortes hinweist.
Die nachfolgende ältere Darstellung (Gengler) ist nicht vom Pommerschen Urkundenbuch gedeckt und die stereotype Namensdeutung Eichlers mit Personennamen ist mit Urkunden nicht belegbar:
Der Name des Ortes stammt aus dem altpolabischen Sprachraum von Tąglim, dem slawischen Lokator der Stadt. 1243 wird ein Stadtvogt von Tanchlim benannt. 1247 erfolgt die Nennung als Tanchlym, 1251 und 1264 als Tanchlim, 1280 und 1283 als Tanglim und 1272 als Tanclam. 1283 fällt mit Anclem erstmals der t-Anlaut weg. 1321 erfolgt erstmals die Nennung Anklam, parallel erscheint jedoch im selben Jahre nochmals Danglyn. Bis 1902 war die Schreibweise Anclam üblich.
Seit 1990 trägt die Stadt wieder den Namenszusatz Hansestadt.

### Frühzeit bis Mittelalter

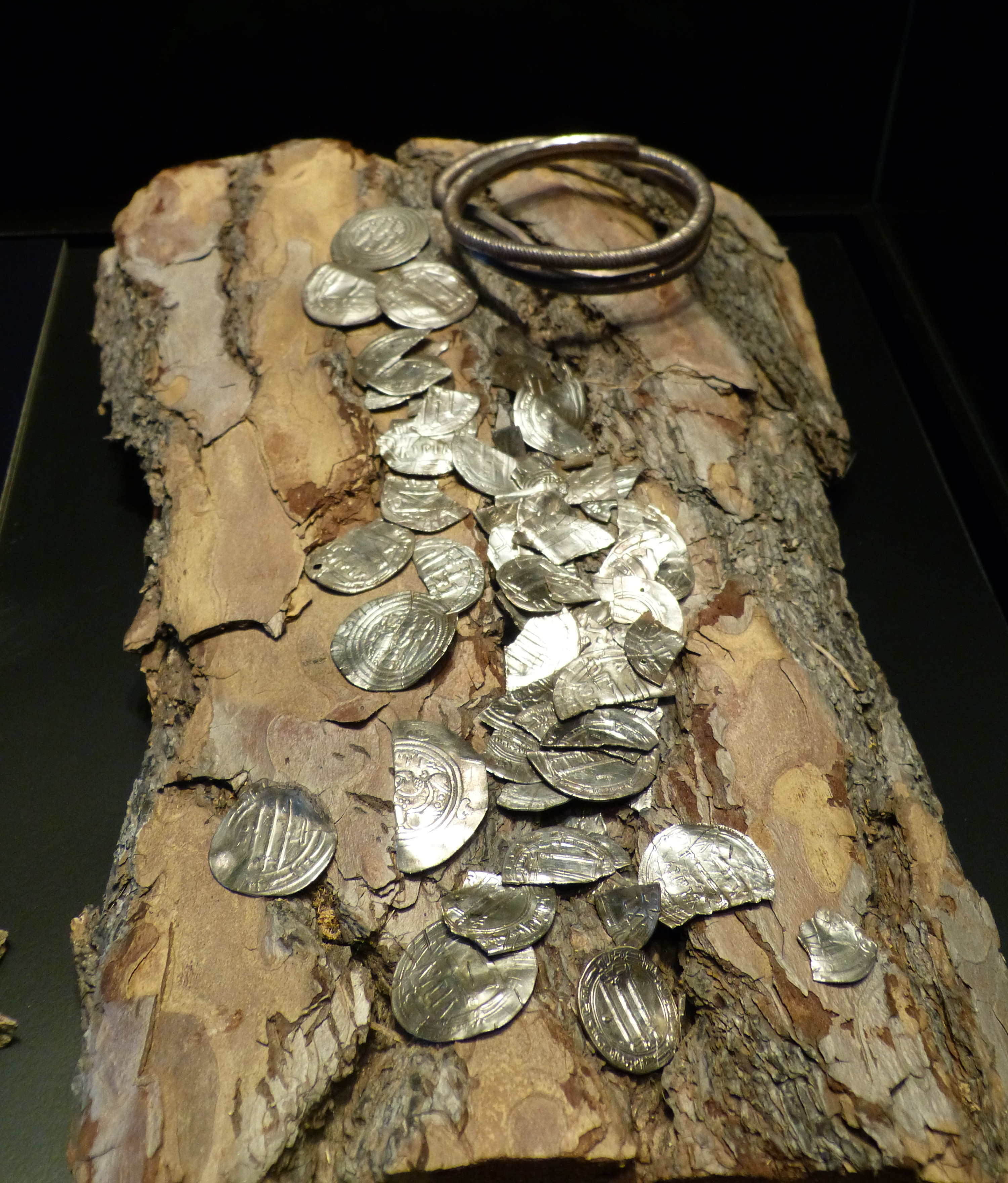
Arabische Münzen aus der Zeit um 820, Archäologisches Freilichtmuseum Groß Raden

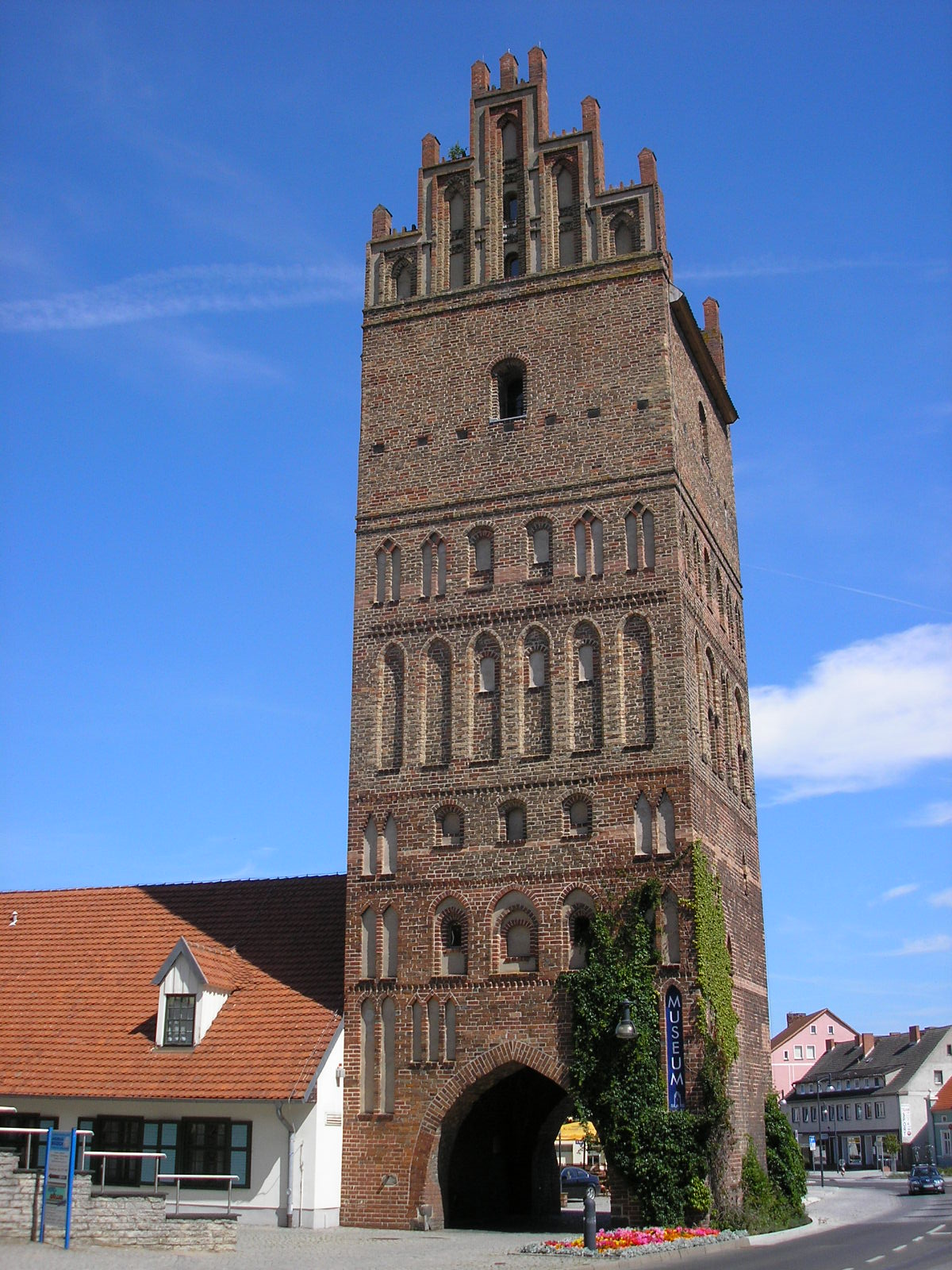
Steintor, ein Wahrzeichen Anklams

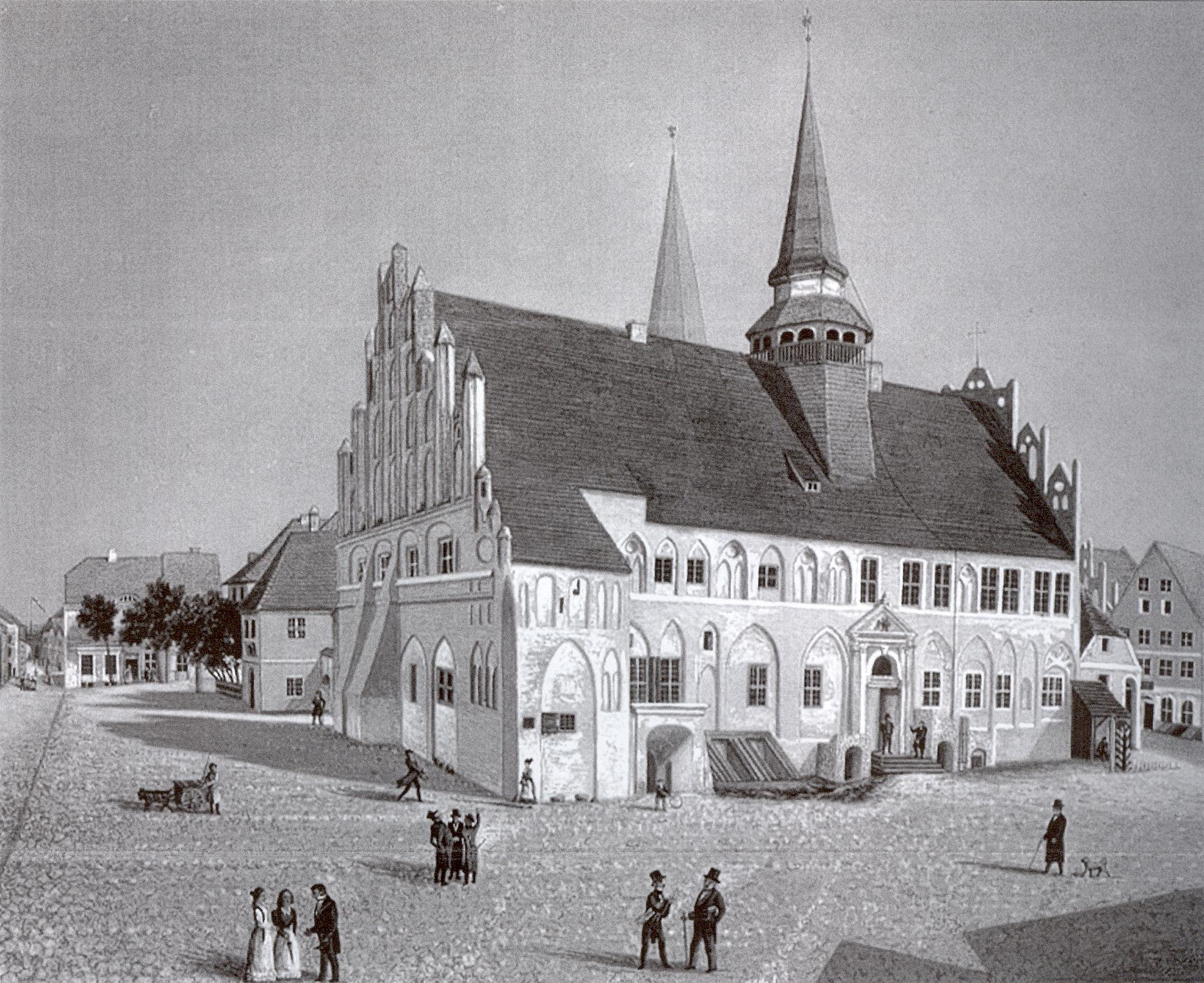
Rathaus um 1840

Aus der Jastorf-Kultur ist eine Besiedlung der Region durch Germanen im 1. Jahrhundert v. Chr. nachgewiesen. Im 7. und 8. Jahrhundert wanderten Slawen in das Peeneurstromtal ein und errichteten im Bereich des heutigen Pferdemarktes im 8. oder 9. Jahrhundert eine erste Siedlung.
Die Slawen wurden nach und nach durch Herzog Ratibor I. und Bischof Adalbert von Pommern christianisiert, die hierzu am 3. Mai 1153 das Kloster Stolpe an der Peene gründeten. Zur gleichen Zeit hatte sich die Region im angrenzenden Groswin zu einem bedeutenden Fernhandelsplatz entwickelt. Dies zog weitere Siedler aus Flandern an, die im 12. Jahrhundert einen Marktflecken gründeten. Sie legten Plätze und Straßen wie die Wollweberstraße sowie den Markt an. Die Anklamer Marienkirche und der sie umgebende Siedlungsbereich waren bereits Anfang des 13. Jahrhunderts vorhanden, wie durch archäologische Ausgrabungen nachgewiesen werden konnte. Anklam wurde 1243 erstmals als oppidum und 1264 erstmals als civitas (Stadt) erwähnt. Die Bezeichnung eines Zeugen in der Urkunde von 1243 als Schultheiß (scultetus) aus Anklam lässt vermuten, dass hier zu dieser Zeit Stadtrechte bestanden, wahrscheinlich das Magdeburger Recht galt. Auch die Ersterwähnung des heutigen Ortsteils Stretense fällt ins Jahr 1243.
Doch die Stadtrechtsentwicklung nahm eine andere Richtung. Herzog Barnim I. belehnte Anklam 1244 mit dem Lübischen Stadtrecht. Drei Jahre später verlieh er der Stadt weitreichende Privilegien wie beispielsweise die Zollfreiheit und das Recht, Fischerei zu betreiben. 1264 erweiterte er die Rechte und die Einwohner konnten auf allen angrenzenden Gewässern freie Schifffahrt betreiben. Die Stadt erlebte daraufhin einen wirtschaftlichen Aufschwung und trat 1283 der Hanse bei. 1292 erhielt sie endgültig das Lübische Stadtrecht. Der frühe Beitritt Anklams zur Hanse und der Reichtum der Stadt zur damaligen Zeit sind mit dem umfangreichen Heringshandel in der Stadt zu erklären. Die Fischer hatten seit 1338 von König Waldemar von Dänemark das dänische Privileg erhalten, vor Schonen und später vor Bornholm ungehindert zu fischen. Eine Bruderschaft vertrat ihre Interessen (Bornholmer Burse). 1295 gelangt Anklam zum Herzogtum Pommern-Wolgast. Ab 1304 bemühten sich die Augustiner-Eremiten um die Gründung eines Klosters in Anklam. 1310 bewilligte die Bürgerschaft deren Ansinnen unter strengen Auflagen. Kurz darauf beförderte auch der Pommernherzog die Ansiedlung des Konvents. Infolge der Reformation traten die verbliebenen Mönche 1530 ihren Besitz an die Stadt ab. Nach dem Tod des letzten Mönches 1545 wurde das Kloster 1561 abgebrochen. 1325 erhielt die Stadt das Münzrecht.
Bis ins 14. Jahrhundert waren auch Juden in Anklam ansässig. Zwischen 1348 und 1393 kam es aus unbekannter Ursache zu einem Pogrom, bei welchem Juden verbrannt wurden. Für Jahrhunderte durften sich Juden hier nicht mehr niederlassen. 1377 brannte die Stadt bis auf die Marienkirche und einige Häuser in deren Umgebung völlig ab, doch wurde die Stadt innerhalb weniger Jahre wieder aufgebaut. Am 16. September 1384 breitete sich eine ähnlich katastrophale Feuersbrunst von der Badestraße über die gesamte Stadt aus. Wiederum wurden nur die Marienkirche und einige angrenzende Häuser von den Flammen verschont.
Bereits im Stadtgründungsjahrhundert, dem 13. Jahrhundert, wird auf dem Anklamer Marktplatz ein repräsentatives Rathaus angelegt. Das gotische Bauwerk hatte eine imposante Größe von etwa 40 × 14 Meter und wurde nach Schäden durch Krieg, Brand und Vernachlässigung immer wieder aufgebaut bzw. repariert. Die Spuren der Zeit waren an diversen gotischen und renaissancezeitlichen Fassadenüberformungen ablesbar – selbst die großen gotischen Schaugiebel entstammten unterschiedlichen Bauphasen. 1549 erhielt das Rathaus einen Turm (Dachreiter). 1841/42 wurde das Gebäude zusammen mit der restlichen Marktbebauung abgerissen.
1387 versuchten die Handwerker im „Fischer-Aufstand“ vergeblich, dem Magistrat eine Mitsprache abzuringen. Der Bürgermeister Hartwig Thobringe und sämtliche Ratsherren wurden erschlagen. Den Anlass hatte ein Streit über die Größe von Messgefäßen beim Fischhandel gegeben.
Zwischen 1370 und 1461 war Anklam in eine Auseinandersetzung mit dem auf der Burg Spantekow ansässigen Adelsgeschlecht der Schweriner verwickelt. In diesem Zeitraum wurden sieben Fehden ausgetragen, von denen die letzte von 1458 bis 1461 besonders erbittert geführt wurde und in der Schlacht von Drewelow gipfelte. 1412 wurde der südöstlich von Anklam gelegene Hohe Stein, einer von ursprünglich vier Kontrollpunkten der Landwehr, erstmals erwähnt. Die Landwehr umschloss ein etwa 24 Quadratkilometer großes Stadtfeld, welches sich in das Alte und das Neue Feld gliederte. 1424 vernichtete ein erneuter Brand die gesamte Stadt.
Als die Hanse 1427 gegen Dänemark in den Krieg zog, weigerte sich die Stadt zum zweiten Mal daran teilzunehmen. Dafür wurde sie zwar zeitweise aus der Hanse ausgeschlossen, die Beziehung zu Dänemark wurde jedoch dauerhaft so gut, dass der Einspruch des dänischen Königs Anklam von 1713 davor bewahrte, von den Russen niedergebrannt zu werden. 1448 wurde das Armenhaus auf Initiative des Bürgermeisters Arnd Kölpin zu einer Stiftung erweitert, die bis in das 20. Jahrhundert Bestand haben sollte. 1451 bauten die Tuchmacher ihr im 21. Jahrhundert noch erhaltenes gotische Giebelhaus. 1462 wurde erstmals der Pulverturm erwähnt. 1525 zerstörte ein Feuer das Rathaus. Fünf Jahre später übergaben die Augustinermönche das Kloster in die Obhut der Stadt.
1535 zog die lutherische Reformation in die Stadt ein. Damit ging auch die Einführung einer neuen Kirchen- und Schulverfassung einher. Je zwei Geistliche waren fortan an den beiden Pfarrkirchen tätig. Der Schulunterricht wurde an den Nikolaikirchhof verlegt, während die zweite, die „deutsche Schule“ unter die Leitung des Schreib- und Rechenmeisters gestellt wurde. In dieser Schule mussten die Eltern der Kinder ein Schulgeld entrichten. 1555 gründete ein „Meister Adam“ die erste „Ratsapotheke“, dennoch starb 1565 etwa ein Drittel der Bevölkerung an der Pest.
Bis zum Dreißigjährigen Krieg ermöglichte die Anklamer Wirtschaftskraft ehrgeizige technische Projekte wie die Anlage einer Wasserkunst. Die 1580 von Hans Fritzken aus Wismar ausgeführte Fernwasserversorgung mit doppelten Holzröhren führte von Jargelin bis auf den Anklamer Marktplatz. Die ca. vier Kilometer lange und etwa fünf Höhenmeter überbrückende Leitung hatte eine Leistung von 1000 Biertonnen Wasser pro Tag.

### 17. bis 18. Jahrhundert

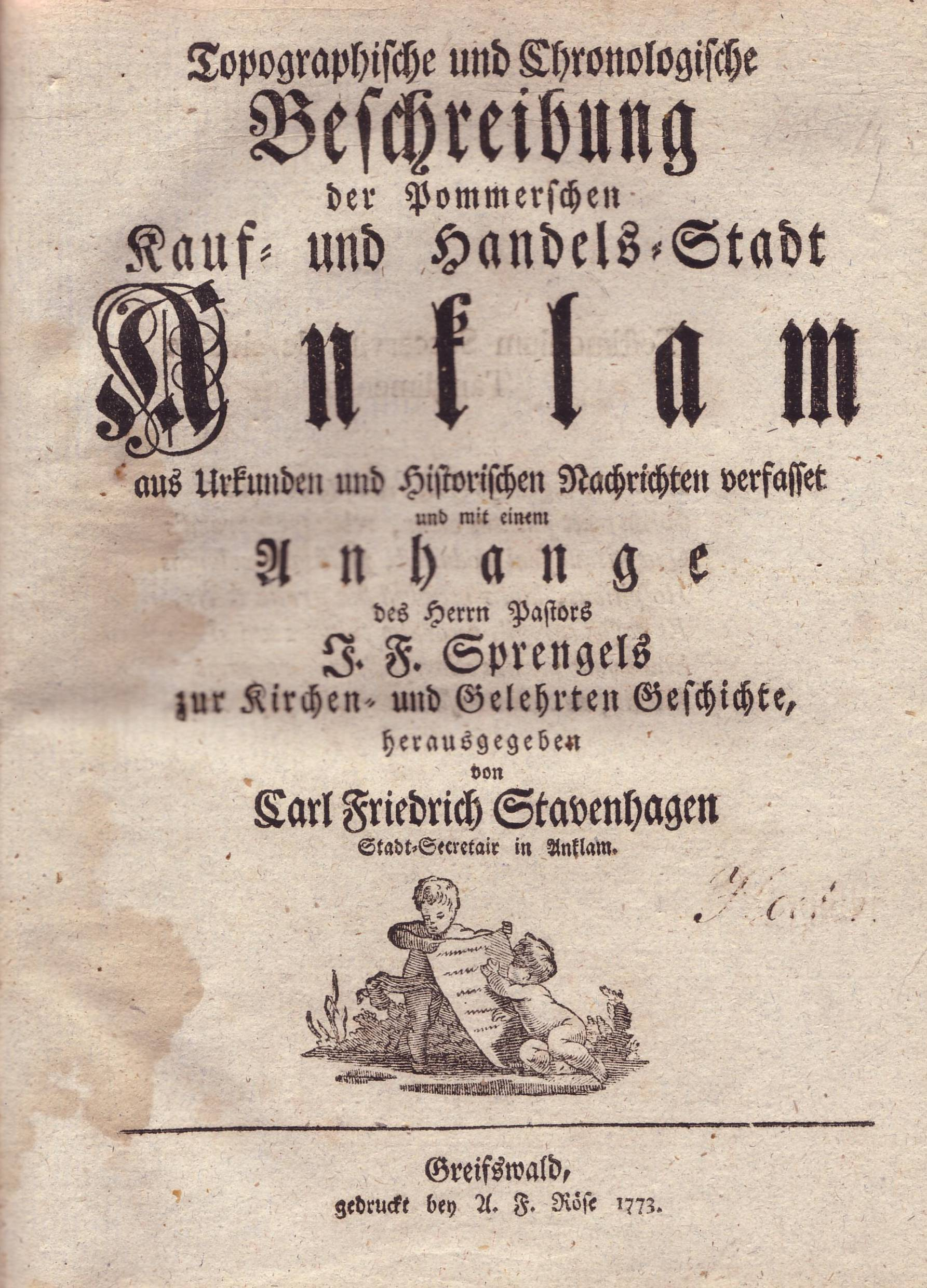
Titelblatt einer Stadtbeschreibung von 1773

1605 brach erneut die Pest aus, der dieses Mal rund 1.400 Einwohner zum Opfer fielen. Vom 17. bis ins frühe 19. Jahrhundert wurden die Stadt und ihre Bürger immer wieder mit Kriegen überzogen.
Während des Dreißigjährigen Krieges fielen von 1627 bis 1629 kaiserliche Truppen mordend, plündernd und brandschatzend in Anklam ein. 1600 Einwohner kamen ums Leben. 1637, mit dem Tod Bogislaws XIV., geriet die Stadt in einen erneuten Konflikt zwischen Schweden und Preußen. Schwedische Truppen besetzten die Stadt und wurden von kaiserlichen Truppen vertrieben. Sie plünderten jedoch die Stadt erneut aus und vernichteten dabei auch die Bauernschaften in den umliegenden Dörfern wie Pelsin, Gellendin, Woserow, Bargischow oder Gnevezin. Das Kloster Stolpe wurde ebenfalls zerstört. Hinzu kam, dass die Soldaten erneut die Pest in die Stadt brachten und wiederum 1400 Einwohner starben.
Durch den Westfälischen Frieden von 1648 wurde Anklam schwedische Grenz- und Garnisonsstadt. Zwei Jahre später erfolgte der Wiederaufbau der Nikolaikirche. Die Schweden lieferten das Kupfer für das Dach, im Gegenzug zahlte die Stadt 73.000 Taler für die Versorgung der schwedischen Truppen. Während des Zweiten Nordischen Krieges fielen im Jahr 1657 die Polen in Anklam ein. Im Jahr 1659 brannte es erneut in der Stadt. Rund 100 Häuser im Nordwestteil der Stadt wurden zerstört, darunter auch die Heilig-Geist-Kirche.
Im Schwedisch-Brandenburgischen Krieg belagerten von 1676 bis 1679 die Brandenburger unter Kurfürst Friedrich Wilhelm Anklam und eroberten schließlich die Stadt. Sie mussten sie aber nach dem Frieden von Saint-Germain (1679) wieder räumen. 1696 brannte es erneut. Von 1709 bis 1710 brach in der Stadt zum letzten Mal die Pest aus.
Während des Großen Nordischen Krieges wurde Anklam 1711 durch eine Allianz aus Sachsen, Russen, Dänen, Polen und Preußen erobert; die schwedischen Schutztruppen mussten sich zurückziehen. 1713 wurde Anklam durch die Russen geplündert. Der Zar bereitete zum Passionssonntag (Judika) außerdem die vollständige Zerstörung der Stadt vor. Er wollte damit die Vernichtung der Stadt Altona durch die Schweden rächen. Die Aktion sollte durch den russischen Generalmajor Baron von Staff durchgeführt werden, der bereits Wolgast zerstört hatte. Er geriet auf dem Marktplatz in einen Wortwechsel mit dem dänischen Kommodore Christian Thomsen Karl (genannt Carlson). Es kam zu einem Duell, bei dem Carlson starb und von Staff verhaftet wurde. Damit wurde er an der Ausführung des Befehls gehindert. Am Montag nach dem Passionssonntag traf daraufhin die Rücknahme des Befehls ein – der dänische König hatte erfolgreich beim Zaren intervenieren können. Carlson galt seither als der Retter Anklams. Seiner Tat wird im 21. Jahrhundert anlässlich der Judika-Feiern am Anklamer Gymnasium gedacht.
1716 eröffnete das erste Postamt der Stadt; zwei Jahre später die Löwenapotheke durch Andreas Gottlieb Meyer. Nach dem Friedensschluss 1720 wurde die Stadt geteilt. Der in Neu-Vorpommern gelegene Teil nördlich der Peene verblieb in schwedischer Hand, der größere südliche Teil in Alt-Vorpommern kam zu Preußen. Im schwedischen Teil diente fortan die Wesselsche Mühle (Hausholländer) am Peenedamm als Rathaus. 1728 wurde Anklam zur Garnisonsstadt und erhielt ein Lazarett in der Brüderstraße. 1732 erbauten die Bewohner das Schützenhaus, in das später das Anklamer Theater einziehen sollte.
Im Siebenjährigen Krieg besetzten schwedische Truppen im Januar 1760 den preußischen Teil der Stadt und nahmen dabei den Oberkommandierenden der preußischen Truppen in Pommern, Generalleutnant Heinrich von Manteuffel, gefangen. Die Festungswerke im nördlichen Teil der Stadt wurden geschleift. Doch bald darauf zogen sich die Schweden wieder aus Anklam zurück.
Im 17. und 18. Jahrhundert waren Juden zwar handelnd in der Region tätig, durften aber nicht in der Stadt sesshaft werden.

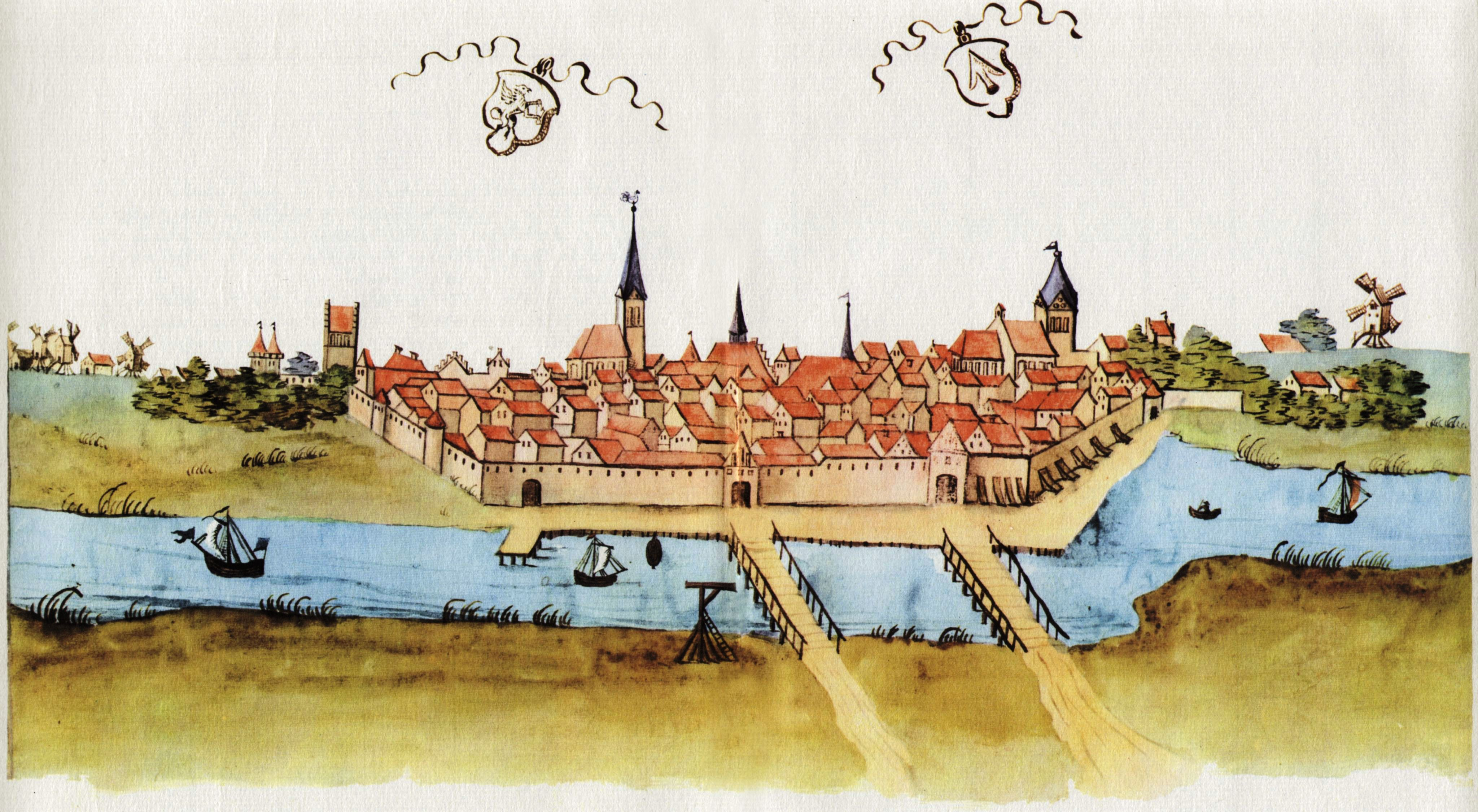
Anklam von Norden gesehen 1615 (Stralsunder Bilderhandschrift)
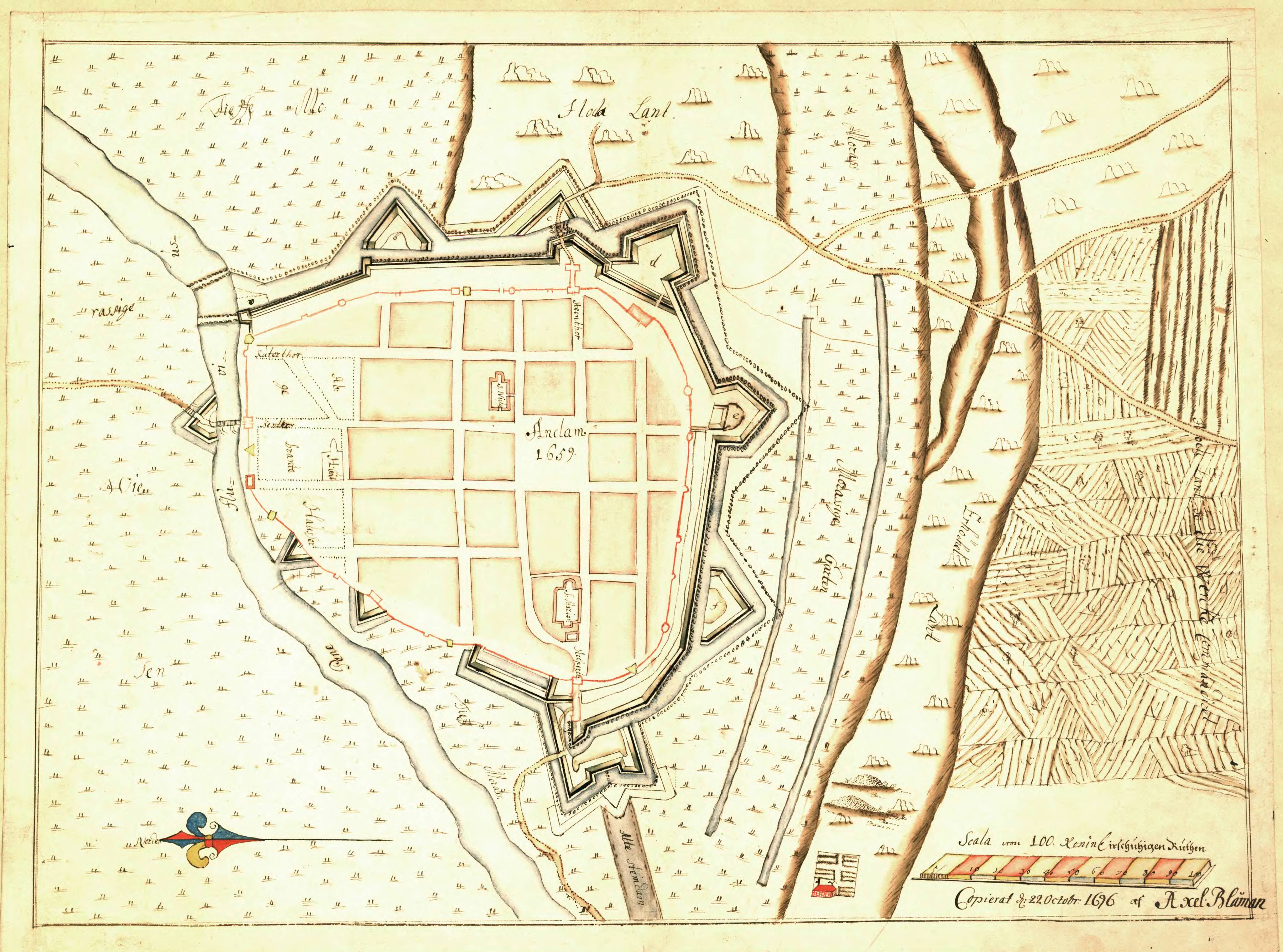
Anklam 1639 (Stadtgrundriss, nach Osten ausgerichtet)
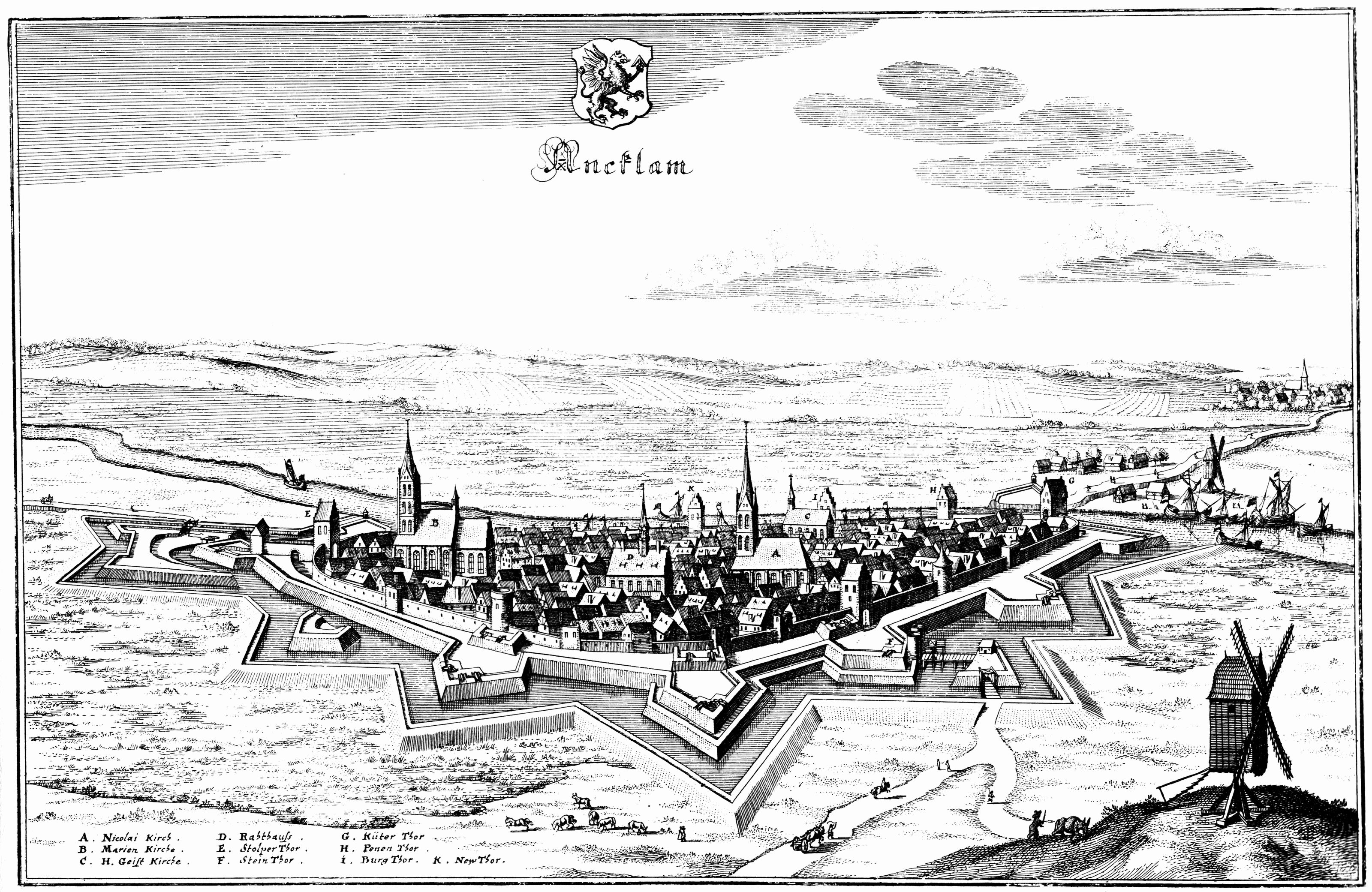
Anklam 1650 als Festungsstadt Schwedisch-Pommerns
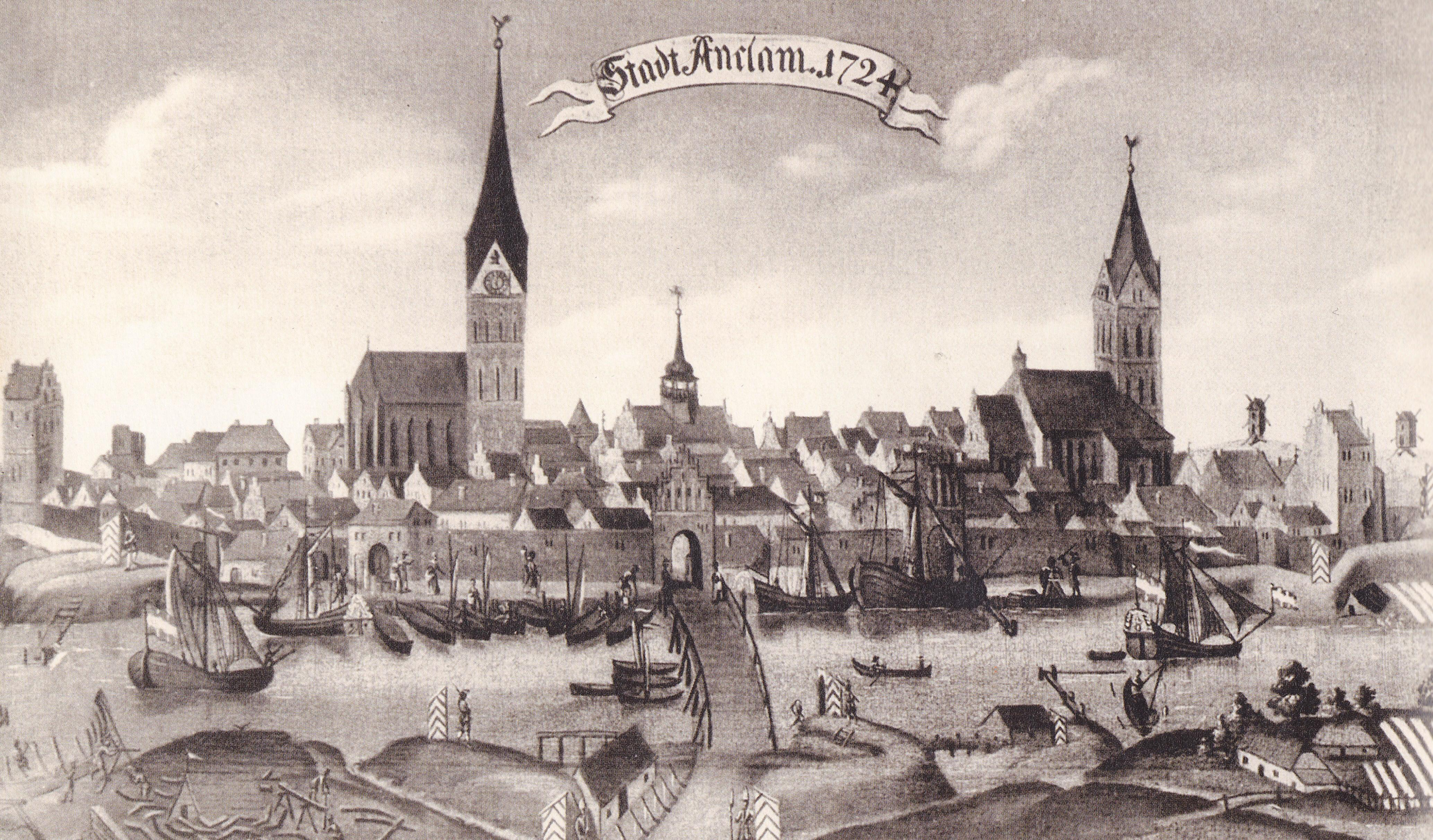
Anklam 1724
Schwedenmühle um 1871; Aufnahme von Jacob Reichard

### 19. Jahrhundert, Weimarer Republik

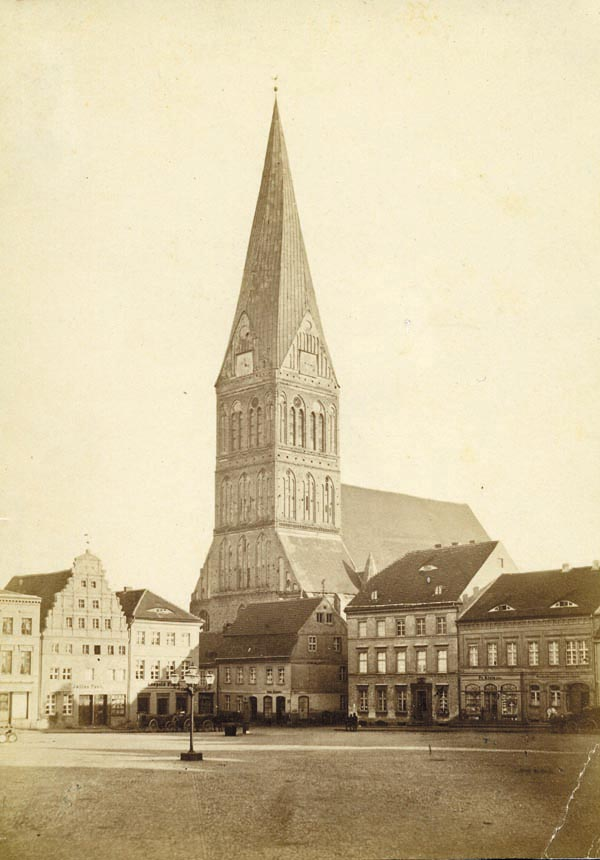
Nikolaikirche und Marktplatz um 1880. Der Kirchturm brannte im Zweiten Weltkrieg aus und soll durch das Projekt IKAREUM - Lilienthal Flight Museum rekonstruiert werden.

Marktplatz um 1924, Häuserfront ist jetzt Standort des Rathauses

Nach der preußischen Niederlage bei Jena und Auerstedt marschierten 1806 französische Truppen in Anklam ein und besetzten die Stadt bis 1809. In dieser Zeit gab sich Anklam eine neue Städteverfassung, welche das geltende Recht aus 1353 ersetzte und nur mit unwesentlichen Änderungen im 21. Jahrhundert noch gilt. Die Verwaltung wurde neu geregelt und die Zahl der Bürgermeister von drei auf einen reduziert, dem ein Beigeordneter sowie ein Kämmerer zur Seite gestellt wurden. 1813 bildete sich ein Landwehrbataillon, welches an der Völkerschlacht bei Leipzig mitkämpfte. Ihm zu Ehren pflanzten die Bürger der Stadt am 19. Oktober 1814 insgesamt sechs Pappeln, die noch im 21. Jahrhundert die Leipziger Allee säumen. Nach dem Wiener Kongress 1815 wurde das zuvor schwedisch gebliebene Neu-Vorpommern preußisch. Damit wurde auch die gesamte Stadt preußisch. 1812 begann eine jüdische Zuwanderung und 1841 wurde an der Mägdestraße eine Synagoge für die über 200 Juden der Stadt eröffnet. 1821 legten der Apotheker Kummer und der Kaufmann Bluth den Bluthsluster Park an.
1827 konnten die Stadtväter mit einem Gebäude in der Schulstraße die erste allgemeine Stadtschule eröffnen. 1834 erschien die erste Ausgabe einer Zeitung in Anklam, das Gemeinnützige Anclamer Wochenblatt. 1839 nahmen Dampfboote den Verkehr auf der Peene auf. 1842 ließ die Stadt das Rathaus abreißen, ohne zuvor einen Ersatzneubau geplant zu haben. Der Magistrat zog in das aufgestockte und umgebaute ehemalige Garnisonslazarett in der Brüderstraße (später Herberge Zur Heimat). 1876 erfolgte der Umzug in das zum „Rathaus an der Peene“ umfunktionierte Hauptzollamt (zuvor Haus Buschick). Das 1904 um einen Turmanbau erweiterte Gebäude wurde 1945 bei einem Luftangriff zerstört.
In der Mitte des 19. Jahrhunderts wurde auch das Stolper Tor auf Wunsch der Bürger abgetragen, weil sie es als Verkehrshindernis ansahen. Das Steintor sollte ebenfalls abgerissen werden, doch der Bürgermeister Kirstein intervenierte erfolgreich dagegen. Auf seine Initiative hin gründete sich 1847 das Anklamer Gymnasium neu. 1849 eröffnete die Städtische Sparkasse. Im gleichen Jahr richtete die Stadt eine Badeanstalt an der Peene ein. Trotz aller Errungenschaften fand 1853 die letzte öffentliche Hinrichtung durch eine Enthauptung auf dem Hof am Scheunentor statt. 1857 erhielt die Stadt den Anschluss an das öffentliche Gasnetz.
Die Bevölkerungsanzahl stieg weiter an und überschritt im Jahr 1860 erstmals die 10.000er-Marke. 1861 gründete sich der Anklamer Turnverein. 1863 erhielt Anklam einen Eisenbahnanschluss an die Eisenbahnstrecke Angermünde–Pasewalk–Anklam–Stralsund als Zweigbahn der Berlin-Stettiner Eisenbahn. Kirstein scheiterte jedoch mit seinem Versuch, Anklam zum Zweigbahnhof in Richtung Wolgast und Swinemünde aufzuwerten – die Funktion ging an die Gemeinden Ducherow und Züssow. 1848 waren in Anklam 14 Handelsschiffe beheimatet. 1848 brach die Cholera aus, 1866 starben bei einer neuen Epidemie 400 Einwohner. Dem wirtschaftlichen Aufschwung schadeten diese Katastrophen jedoch nicht: 1867 und 1868 bauten der Luftfahrtpionier Otto Lilienthal und sein Bruder Gustav Lilienthal, beide in Anklam geboren, Experimentiergeräte zur Erzeugung von Auftrieb durch Flügelschlag. Später wurde vor allem Otto Lilienthal für seine bedeutenden Experimente weltberühmt. 1869 bauten die Brüder Helmut und Ludwig Müller mit einer Eisengießerei den ersten großen Industriebetrieb der Stadt auf. Eine Sturmflut drang in der Nacht zum 12. November 1872 vom Bollwerk bis in die unteren Teile der Peene- und Burgstraße und richtete dort große Schäden an. 1875 eröffnete ein Krankenhaus in der Ravelinstraße.
Ab 1812 war Juden wieder eine Ansiedlung in Anklam erlaubt. Bereits 1843 befand sich in Anklam die drittgrößte jüdische Gemeinde im Regierungsbezirk Stettin (nach Stettin und Pasewalk). 1858 machten die Juden 2,72 Prozent der Anklamer Bevölkerung aus. Den zahlenmäßigen Höchststand erreichte die Anklamer jüdische Gemeinde 1861 mit 311 Mitgliedern.
1878 eröffnete das Postamt. Die Zuckerfabrik Anklam wurde 1883 als Aktiengesellschaft gegründet. Die industrielle Revolution setzte sich in den darauf folgenden Jahren fort. 1894 nahm man den Fernsprechverkehr auf; ein Jahr später eröffnete ein Warmbad in Anklam. 1899 erweiterte der Ein- und Verkaufsverein seine Lagerflächen durch den Bau eines neuen Getreidespeichers. 1905 wurde die zentrale Wasserversorgung fertiggestellt und 1921 die Stadt elektrifiziert.
Ein Anklamer Arbeiter- und Soldatenrat gründete sich am 12. November 1918 und beging am Folgetag einen Festumzug, der als „Regierungssturz“ bezeichnet wurde. 1919 erhielt die SPD bei den Wahlen zur Nationalversammlung 55,2 % der Stimmen. Die neue Peenebrücke wurde im 1927 eingeweiht und die Abwasseranlagen fertiggestellt.

### Zeit des Nationalsozialismus
Bei den Wahlen des Land- und Kreistages sowie zur Stadtvertretung erhielt die NSDAP am 12. März 1933 insgesamt 52,5 % der Stimmen. Die SPD kam abgeschlagen mit 15,7 % auf den zweiten, die KPD mit 4,9 % der Stimmen auf den dritten Platz. Deutlich erfolgreicher war die Kampffront Schwarz-Weiß-Rot, die 16,1 % der Stimmen auf sich vereinte. Mit dem Sieg der Nationalsozialisten begann auch in Anklam die Judenverfolgung durch den Boykott jüdischer Geschäfte. Viele wanderten aus, andere wurden enteignet. Die Synagoge wurde im Novemberpogrom 1938 angezündet. 16 jüdische Bürger wurden 1940 deportiert, wenige überlebten. Der 1940 verkaufte jüdische Friedhof wurde 1948 zurückgegeben und 1956 zur Mahn- und Gedenkstätte.
Als bedeutender Wirtschaftsfaktor wurden 1936 während der deutschen Aufrüstung vor dem Zweiten Weltkrieg in Anklam eine Garnison und ein Flugplatz angelegt. 1937 eröffneten die Arado Flugzeugwerke auf dem Gelände der früheren Maschinenfabrik Muskate und Bethke ein Werk in Anklam. Die Einwohnerzahl stieg auf über 20.000. Beidseitig der Pasewalker Allee entstanden rund 1000 Wohnungen für 4000 Personen.
Von 1940 bis 1945 bestand das Wehrmachtsgefängnis Anklam, das für 600 Häftlinge angelegt, aber meist überbelegt war, zeitweilig mit bis zu 1500 Personen. Diese mussten in Rüstungsbetrieben Anklams, aber auch in der Heeresversuchsanstalt Peenemünde Zwangsarbeit verrichten. Hier saßen von Militärgerichten verurteilte Soldaten der Wehrmacht z. B. wegen Fahnenflucht, Selbstverstümmelung, Ungehorsam usw. ein. Zahlreiche Hinrichtungen (mindestens 136) fanden statt, die letzten Erschießungen zweier Soldaten am 26. April 1945. Die Opfer der NS-Militärjustiz sind inzwischen rehabilitiert.
US-amerikanische Bombenangriffe, auch auf die Aradowerke, zerstörten 1943 (besonders am 9. Oktober) und 1944 große Teile der Innenstadt. Am 29. April 1945 besetzte – aus Richtung Ducherow vorstoßend – die Rote Armee Anklam. Die Stadtväter verhandelten mit dem sowjetischen Generalmajor Borstschew in der Bluthsluster Straße 3 über die kampflose Übergabe der Stadt. Die Verhandlungen sowie weitere Bemühungen einzelner Anklamer Bürger für eine friedliche Übergabe der Stadt schlugen jedoch fehl. Es kam im Stadtgebiet noch zu Kämpfen mit den Rotarmisten. Am selben Tag wurde Anklam von der deutschen Luftwaffe bombardiert. Außer Anklam traf dies in Deutschland nur Freiburg im Breisgau und Eberswalde. Die Kirche St. Nikolai, die diesen deutschen Luftangriff und die alliierten Luftangriffe zuvor, relativ unbeschadet überstanden hatte, fiel allerdings noch am selben Tag deutschem Artilleriebeschuss der Wehrmacht aus Richtung des nahegelegenen Ziethen zum Opfer und auch noch am 30. April 1945 flog die Luftwaffe vereinzelte Tieffliegerangriffe auf Anklam. Insgesamt wurden von 1943 bis 1945 circa 80 % der Innenstadt durch die Luftangriffe, durch Kampfhandlungen und Brände Ende April 1945 zerstört. Bei den amerikanischen und deutschen Luftangriffen wurden laut Schätzungen insgesamt circa 800 Menschen getötet.  Vom historisch vielfältigen Bauensemble mit Giebelhäusern der Backsteingotik und des Barock sowie Fachwerkbauten blieb beinahe nichts erhalten.

### DDR-Zeit

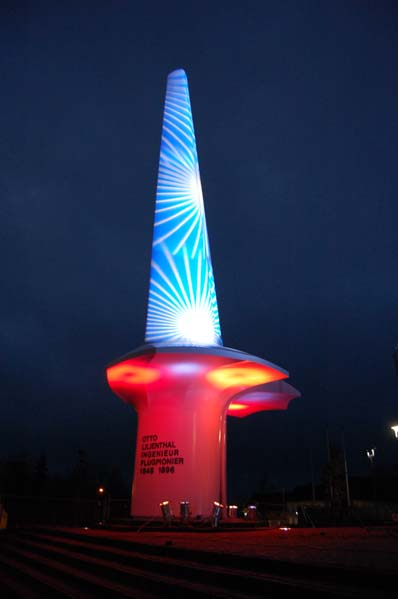
Denkmal für Otto Lilienthal, 1982 eingeweiht

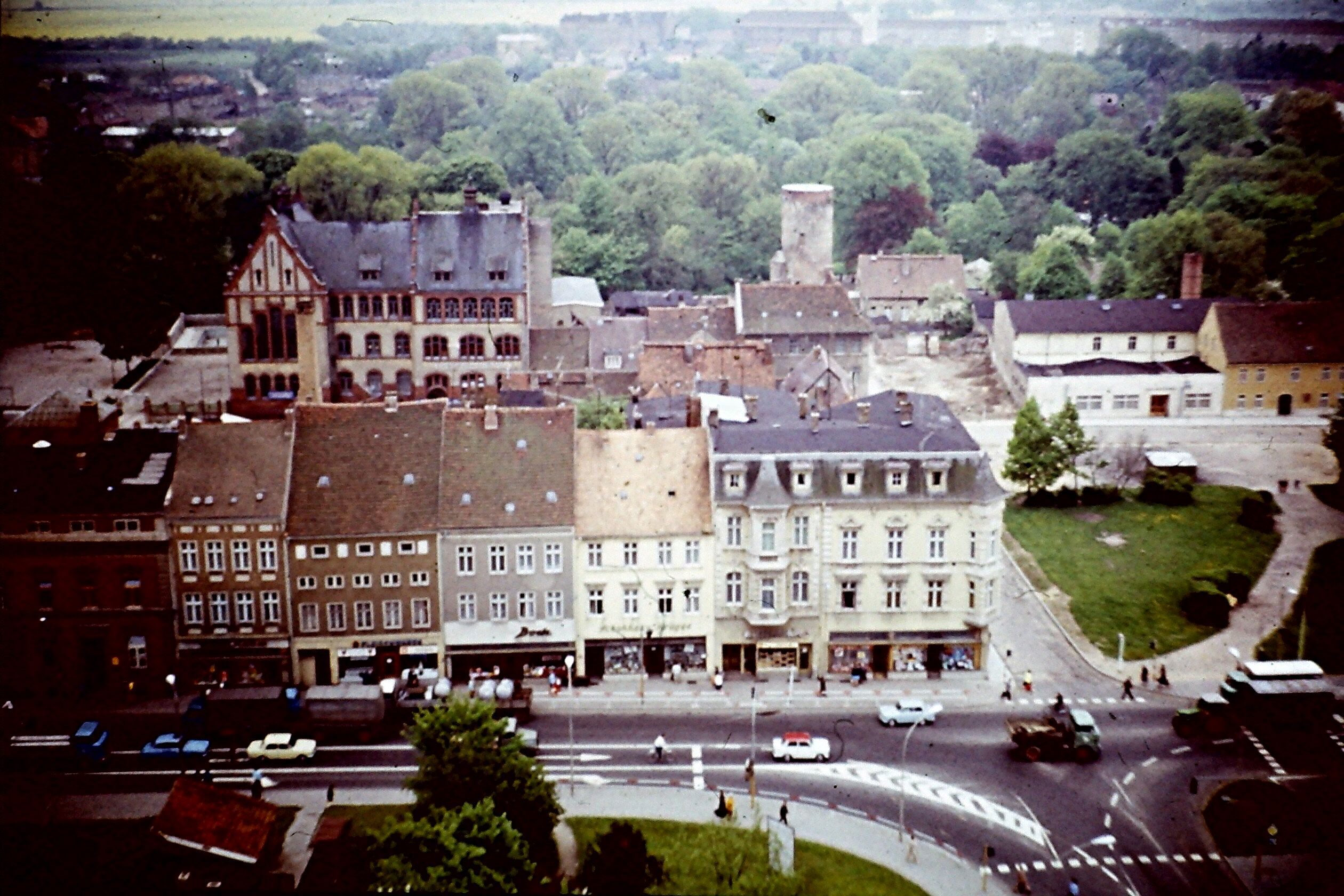
Steinstraße in den 1970er Jahren, im Hintergrund Käthe-Kollwitz-Schule und Pulverturm

Mit dem 1945 bei Deutschland verbliebenen Teil Vorpommerns kam Anklam zum neugebildeten Land Mecklenburg-Vorpommern. Rudolf Klühs von der SPD wurde von der Roten Armee am 18. Mai 1945 als Interimsbürgermeister eingesetzt und übte dieses Amt bis zum 10. August 1950 aus. Rund 5.000 Umsiedler gelangten nach Anklam. Sie wurden im Lager Raupe, der Cothenius-Schule, im Schützenhaus sowie in der Kriegsschule untergebracht. Am 4. Oktober 1946 legte der Regierungsbaurat Weise vom Landesbauamt Schwerin einen Aufbauplan vor, der den Wiederaufbau des Stadtkernes vorsah. 1947 rief die Landeszeitung einen Wettbewerb aus, den der Architekt Hermann Elvers aus Schwerin für sich entscheiden konnte. 1949 beschloss der Rat der Stadt und des Kreises ein Theater auf dem Grundstück des ehemaligen Schützenhauses zu errichten. Nach 1945 stand der Stadtverwaltung zunächst kein Rathaus zur Verfügung. Als Interimslösung zog der Rat in die Pasewalker Straße 9, in das Luisen-Lyzeum in der Baustraße und in die Keilstraße 11 (später Kreisgericht). 1952 konnte das neue Rathaus an der Nordseite des Marktplatzes bezogen werden, dessen Ostflügel erst 2000 angefügt wurde.

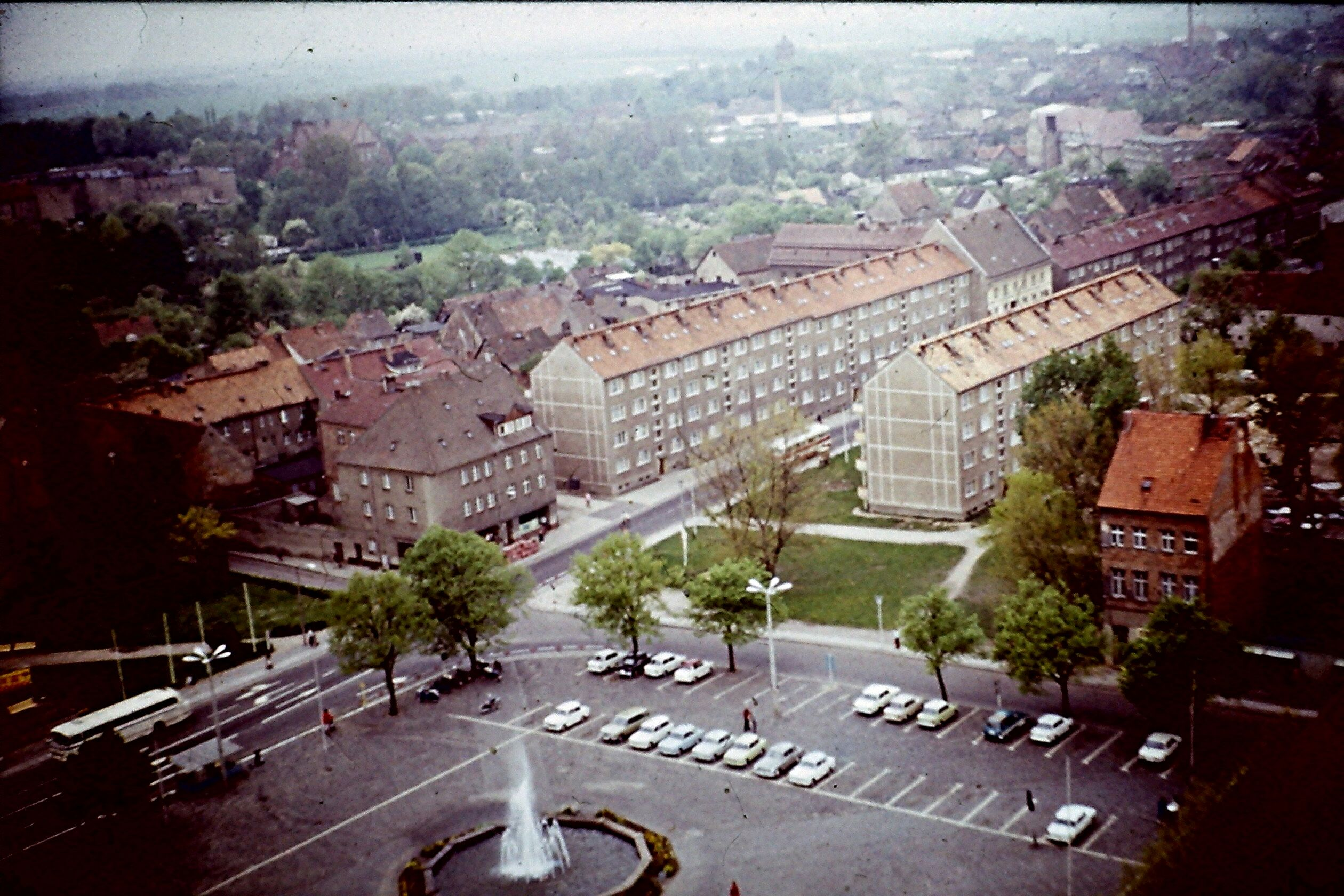
Blick vom Nikolaikirchturm auf Marktplatz und Keilstraße um 1970

Am 1. Juli 1950 wurde Görke bis zum 30. Juni 1973 eingemeindet.
- Nach Auflösung der Länder in der DDR 1952 wurde Anklam Kreisstadt des gleichnamigen Kreises Anklam im Bezirk Neubrandenburg.
- 1953 entstand der Segelflugstützpunkt vor den Toren der Stadt, der zu Ehren seines großen Sohnes „Otto Lilienthal“ benannt wurde.
- 1956 gründete sich der VEB Betonwerk Anklam.
- 1958 eröffnete das Kaufhaus am Marienkirchplatz.
- 1960 wurde der Flugbetrieb auf dem Anklamer Flugplatz durch die Interflug aufgenommen.
- Ab Mitte der 1960er Jahre wurde der Stadtteil Südstadt (heute: Hanseviertel) mit 1640 Wohnungen für rund 5000 Einwohner und der Stadtteil Stadtwald mit 702 Wohnungen gebaut.
- 1968 eröffnete die erste Volksschwimmhalle der DDR in Anklam.
- Ab 1970 entstanden in der Innenstadt 1091 neue Wohnungen in der Plattenbauweise. Zum 725-jährigen Stadtjubiläum 1989 hatte Anklam etwa 21.300 Einwohner. Anlässlich der Feierlichkeiten eröffnete das Museum im Steintor.
- 1973 bildete sich am Theater das Fritz-Reuter-Ensemble. 1978 fand der Besuch der Sojus-31-Besatzung. Waleri Fjodorowitsch Bykowski und von Sigmund Jähn statt; die Stadt beschloss, das Erbe Lilienthals verstärkt zu pflegen. 1982 wurde das Otto-Lilienthal-Denkmal am Markt von Walther Preik aus  glasfaserverstärkten Polyesterharz präsentiert.
- Aus dem im 19. Jahrhundert eröffneten Klinikum Anklam entwickelte sich nun das Kreiskrankenhaus Anklam.

### Seit 1990

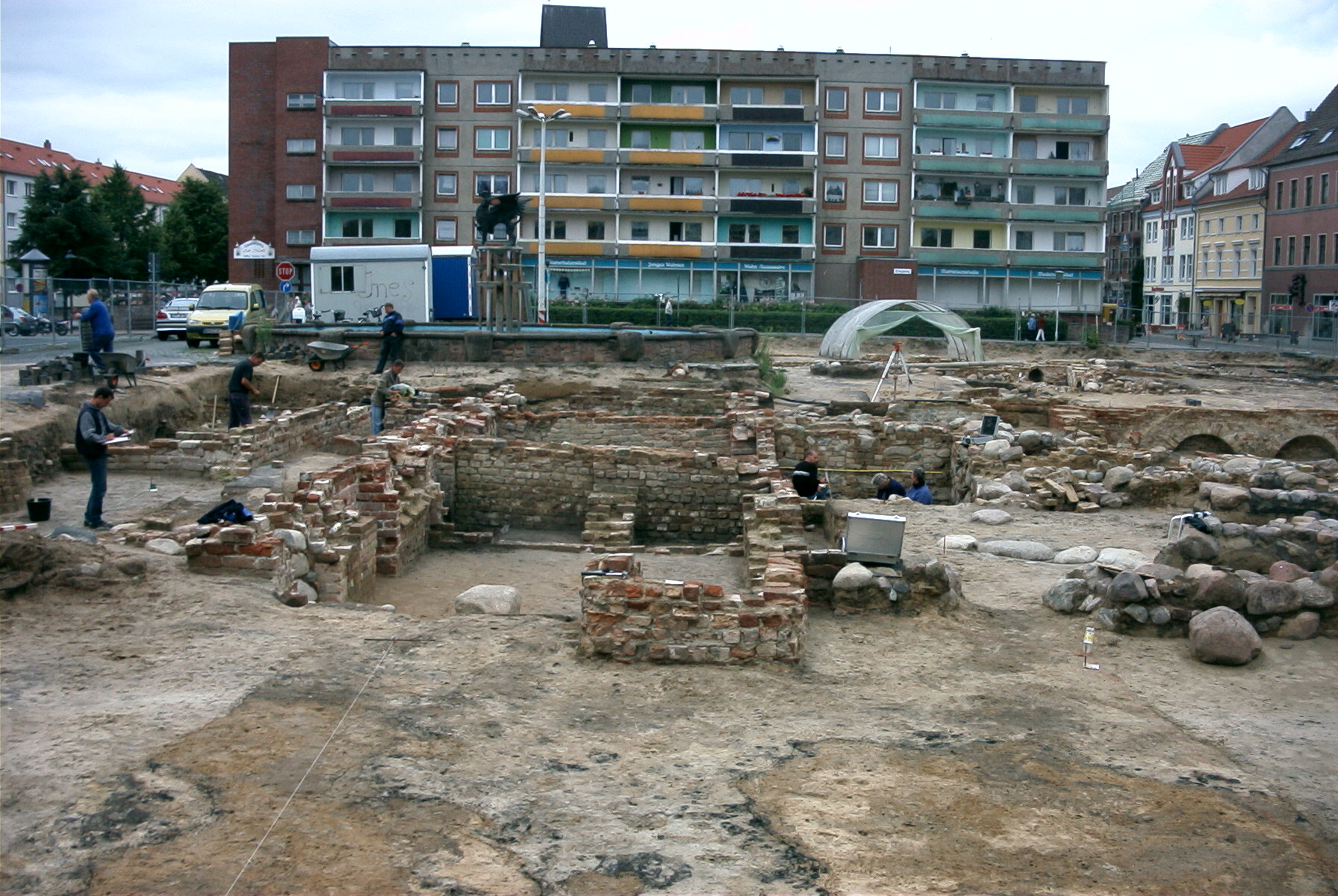
Ausgrabungen Anklamer Markt, 2003 – Fundamente des gotischen Rathauses.; der Plattenbau im Hintergrund (Marktwestseite) wurde 2005 abgerissen, um Platz für Altstadt-Neubauten zu machen

Die neue Stadtverordnetenversammlung konstituierte sich am 31. Mai 1990. Die CDU stellte dabei mit 34 % die stärkste Fraktion und wählte Wolfgang Stiftt zum neuen Bürgermeister. Ein Jahr nach der Wiedervereinigung eröffnete im Zuge einer Lilienthal-Festwoche das neue Otto-Lilienthal-Museum. Ab 1991 begann die Sanierung des historischen Stadtzentrums mit dem Markt und ab 1993 die Plattenbau-Wohnsiedlung Südstadt (heute: Hanseviertel) mit Hilfe der Städtebauförderung. Gleichzeitig übernahm der Verein Vorpommersche Kulturfabrik das Anklamer Theater, das unter der Leitung von Wolfgang Bordel das Engagement entlang der Ostseeküste ausbaute.
- 1994 wurde Anklam Kreisstadt des Landkreises Ostvorpommern.
- Die Peene-Tor-Brücke, die die Peenestraße mit der Greifswalder Straße verbindet, wurde der Öffentlichkeit übergeben.
- Bei Ausgrabungen in der Wollweberstraße von 1995 kam der Anklamer Münzschatz mit 2579 Silbermünzen aus der Zeit vom 13. Jahrhundert bis 1629 zu Tage.
- Ein Jahr später eröffnete mit dem Lilienthal-Center ein großer Kaufhauskomplex.
- Aufgrund von ungünstigen wirtschaftlichen Rahmenbedingungen und der anhaltenden hohen Arbeitslosigkeit von bis zu über 40 % kam es ab 1990 zu massiver Abwanderung der Bevölkerung in wirtschaftlich aussichtsreichere Regionen. Eine besonders hohe Abwanderung war vor allem bei den jungen, gut ausgebildeten Fachkräften zu beobachten. Zudem wurde die Stadt nach der Wiedervereinigung zu einer der Hochburgen der rechtsextremen Szene.
- Das ehemalige Kreiskrankenhaus wurde aus der kommunalen Verantwortung entlassen und daraus entstand das AMEOS Klinikum Anklam.[28]
- 1997 übernahm das Wasserwerk in Pelsin die Versorgung der Stadt mit frischem Trinkwasser. Der Wasserturm Anklam von 1906, Spantekower Landstraße, wurde nach 91 Jahren Betriebsdauer stillgelegt.
- 2003 erfolgten für die Neugestaltung des Marktplatzes umfangreiche Grabungen nach Überresten des mittelalterlichen Rathauses.
- Am 1. Januar 2010 wurde die vormals eigenständige Gemeinde Pelsin mit dem Ortsteil Stretense in die Stadt Anklam eingemeindet.[29]

Die Kreisgebietsreform Mecklenburg-Vorpommern 2011 sah zunächst Anklam als Kreissitz des im September 2011 neu gebildeten Landkreises Vorpommern-Greifswald vor. Das Land entschied sich aber für die einwohnerstärkste Stadt Greifswald.
Die Entwicklung der Stadt wird von verschiedenen Neubauprojekten begleitet. So wurden die DDR-Plattenbauten am Marktplatz bis 2014 abgerissen. Sie werden schrittweise durch kleinteilige, altstadtgerechte Neubauten ergänzt, welche auf die zerstörten Vorkriegsbauten Anklams Bezug nehmen. Weiterhin wird an der Peene das Hansequartier unter Leitung des Architekten Marc Kocher geplant.
Der Anklamer Bahnhof ist zum Jugendzentrum Demokratiebahnhof geworden. Überregionale Aufmerksamkeit in der Stadtentwicklung erlangte 2018 der sogenannte Anklamer Dreiklang, eine Vereinbarung zwischen der Stadt und dem Land, die die Finanzierung des Neubaus der Schwimmhalle, eines Schulcampus' und des Museums- und Erlebniszentrums IKAREUM - Lilienthal Flight Museum in der Nikolaikirche sicherstellt. Die neue Schwimmhalle wurde unter dem Namen Hansebad zum Jahresende 2021 eröffnet.

Für die Idee einer vom Stadtzentrum ausgehenden Stadtentwicklung und die damit zu erwartenden positiven wirtschaftlichen Entwicklungen wurde der Hansestadt Anklam 2022 der Große Preis des Mittelstandes in der Kategorie Kommune des Jahres verliehen. Auch der ostdeutsche Sparkassenverband zeichnete Anklam 2022 als Kommune des Jahres aus.

### Geschichte der Ortsteile
Gellendin
Gellendin wurde erstmals 1285 als Gelendin urkundlich genannt. Die slawische Gründung wird als Hirsch gedeutet. Der Ort war bis 1729 eigenständiges Dorf, wurde danach Ackerwerk und 1850 der Stadt Anklam zugeordnet.
Der Ort liegt südlich ca. 4 Kilometer von Anklam entfernt. Eine slawische Siedlung neben Gellendin und ein frühdeutscher Turmhügel belegen die Entwicklungsgeschichte.
Pelsin
Pelsin wurde erstmals 1254 als „Pallezsin“ urkundlich genannt. Der slawische Name bedeutet „Schleichbach“.
Stretense
Stretense wurde 1243 erstmals urkundlich als „Tristensa“ erwähnt. Der slawische Gründungsname wird als „der Friedreiche“ oder auch als „Rohr“ gedeutet.
Stretense war bis Mitte des 19. Jahrhunderts im Besitz der Familie von Schwerin. Dann folgte die besitzlich in Vorpommern auch weit verbreitete Familie von Heyden-Linden mit dem Stammsitz in Kartlow. Letztere war bis 1945 im Besitz des Gutes.
Die Mecklenburg-Pommersche Schmalspurbahn hatte einen Abzweig von Dennin nach Stretense. Die Bahn vermittelte den gesamten Güter- und Personenverkehr innerhalb der eigenen Strecken von und nach den Normalspurbahnhöfen. Die hauptsächlich zu befördernden Massengüter waren Zuckerrüben, Getreide und andere Feldfrüchte, Mineraldünger, Kohle, Baumaterial und Granitfindlinge. Sie wurde 1945, wie alle Schmalspurbahnen, als Reparationsleistung an die Sowjetunion demontiert und abtransportiert.
Nach 1945 wurde der Betrieb als VEG Tierproduktion weitergeführt, das Gutshaus wurde Wohnhaus und Verwaltungsunterkunft. Das Herrenhaus ist im Mischstil der Neogotik, mit Anlehnung an den Tudorstil des Kartlower Schlosses, errichtet.
Das Dorf war von seiner Anlage her ein Gutsdorf mit dem dominierenden Gut und der Landarbeiterkatenzeile, hat sich aber nach 1945 weiter verändert. LPG-Bauten, Siedlungshäuser und nach 1990 weitere Gewerbegebäude erweiterten den Ort. Das Gut und der Park sind trotzdem in ihrer Struktur noch überwiegend erhalten und zum Teil rekonstruiert worden.
Auf dem Friedhof steht die achteckige Kapelle, die 1909 erbaut wurde.

### Historische Orte
Hohenstein (Wüstung)
Hohenstein wurde 1851 als Hoh. Stein urkundlich genannt. Das geschah wohl, weil zu dieser Zeit an der Landwehr mit dem Wartturm Hoher Stein ein Chausseehaus gebaut wurde. Damit wurde es als Ortschaft eingestuft. Noch 1998 wurde in der Topografischen Karte von Mecklenburg-Vorpommern der Ort eingezeichnet. Spätestens mit dem Bau der kreuzungsfreien Auffahrt zur Ortsumgehung verschwinden die letzten Reste der Ansiedlung, natürlich abgesehen von dem mittelalterlichen Wartturm, der aber nicht als Teil des Ortes anzusehen ist.
Peendamm (historisch)

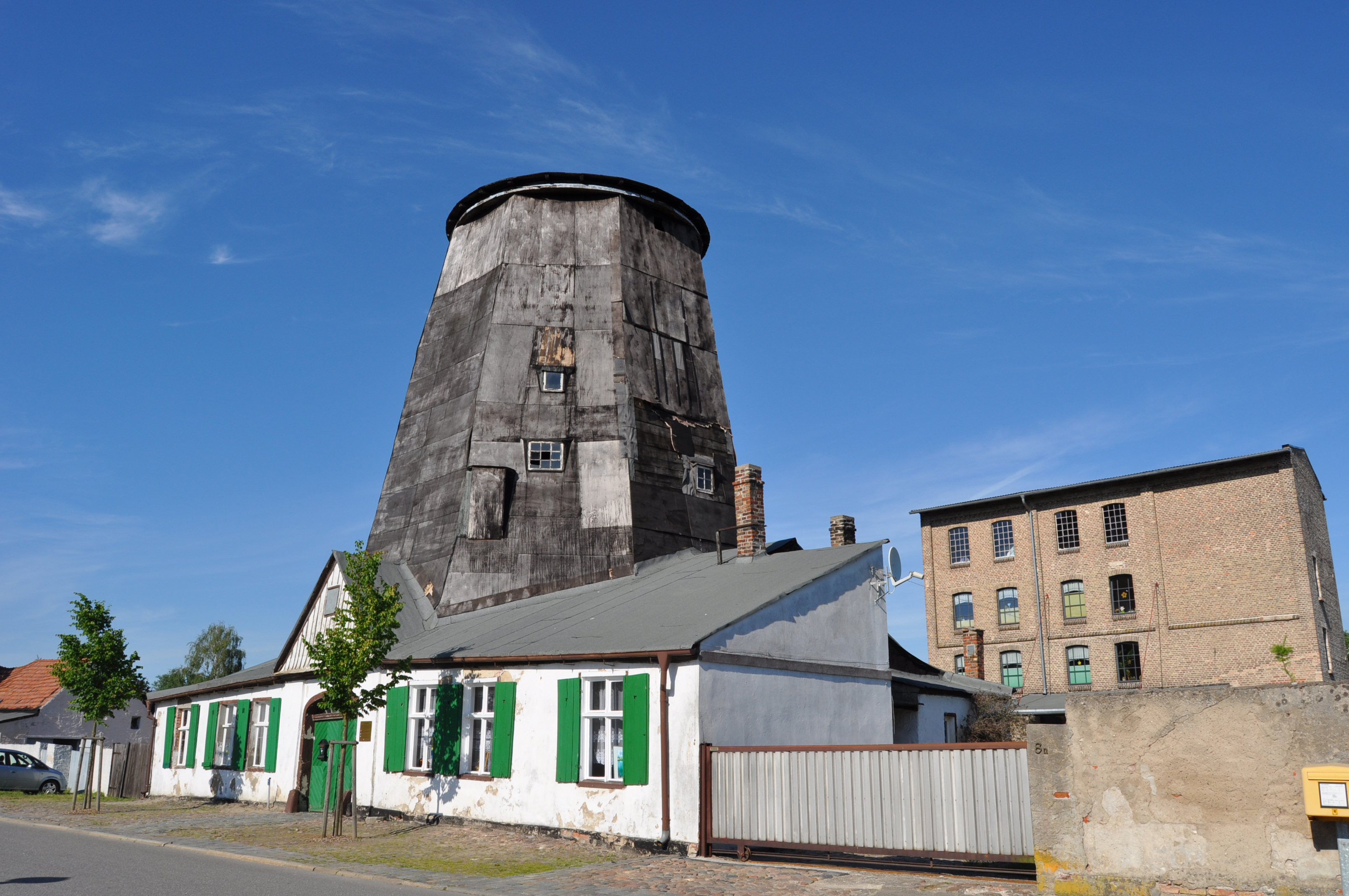
Peendamm-Mühle, auch Wesselsche Mühle oder Schwedenmühle genannt

Der Ortsteil Peendamm wurde als solcher erstmals 1708 urkundlich erwähnt. Das geschah wohl wegen der vorgesehenen Grenzziehung von 1720 zwischen Preußen und Schwedisch-Vorpommern. Ab 1720 gehörte Peendamm zu Schweden und war deshalb eine eigene Gemeinde. Die Verwaltung mit Gerichtsstätte befand sich in der noch vorhandenen Mühle. 1815 kam dann dieser Ortsteil wieder zur Stadt Anklam und wurde noch 1859 mit „Anclamer Peendamm“ bezeichnet.
Schanzenberg (historisch)
Der Ortsteil Schanzenberg wurde erstmals 1865 als solcher genannt. Vorher war der der Stadt östlich vorgelagerte Berg unbebaut. Im Dreißigjährigen Krieg wurde dort eine Schanze zum Schutz der Peeneeinfahrt nach Anklam errichtet. Diese bestand wohl auch noch später in der Schwedenzeit bis 1720 und dann seitens Preußen als Grenzsicherung bis 1815. Dann wurde dort eine Kalkbrennerei errichtet und es entstand dieser Ortsteil. Inzwischen ist der Ort nach Anklam integriert, der Name besteht aber noch immer.
Wolfstall (historisch)
Wolfstall wurde als „Wulfsstart“ 1708 erstmals genannt und 1809 mit dem Namen „Wolfstall“. Es war eine Holländerei/Vorwerk am Peendamm. Diese Holländerei wurde 1937 abgerissen, dort wurde dann eine Deponie angelegt, die heute noch sichtbar, aber abgedeckt ist.

## Bevölkerung
| Jahr | Einwohner |
| ---- | --------- |
| 1350 | 03.000    |
| 1600 | 06.000    |
| 1722 | 01.853    |
| 1740 | 02.961    |
| 1755 | 03.319    |
| 1765 | 03.036    |
| 1770 | 03.278    |
| 1780 | 03.128    |
| 1790 | 03.224    |
| 1800 | 04.470    |

| Jahr | Einwohner |
| ---- | --------- |
| 1875 | 11.781    |
| 1890 | 12.917    |
| 1910 | 15.279    |
| 1939 | 19.682    |
| 1950 | 20.160    |
| 1964 | 19.492    |
| 1981 | 20.496    |
| 1988 | 19.685    |

| Jahr | Einwohner |
| ---- | --------- |
| 1990 | 18.989    |
| 1995 | 17.076    |
| 2000 | 15.826    |
| 2005 | 14.471    |
| 2010 | 13.433    |
| 2015 | 12.712    |
| 2020 | 12.288    |

| Jahr | Einwohner |
| ---- | --------- |
| 2021 | 12.177    |
| 2022 | 12.312    |
| 2023 | 12.363    |

ab 1990: Stand: 31. Dezember des jeweiligen Jahres

## Politik

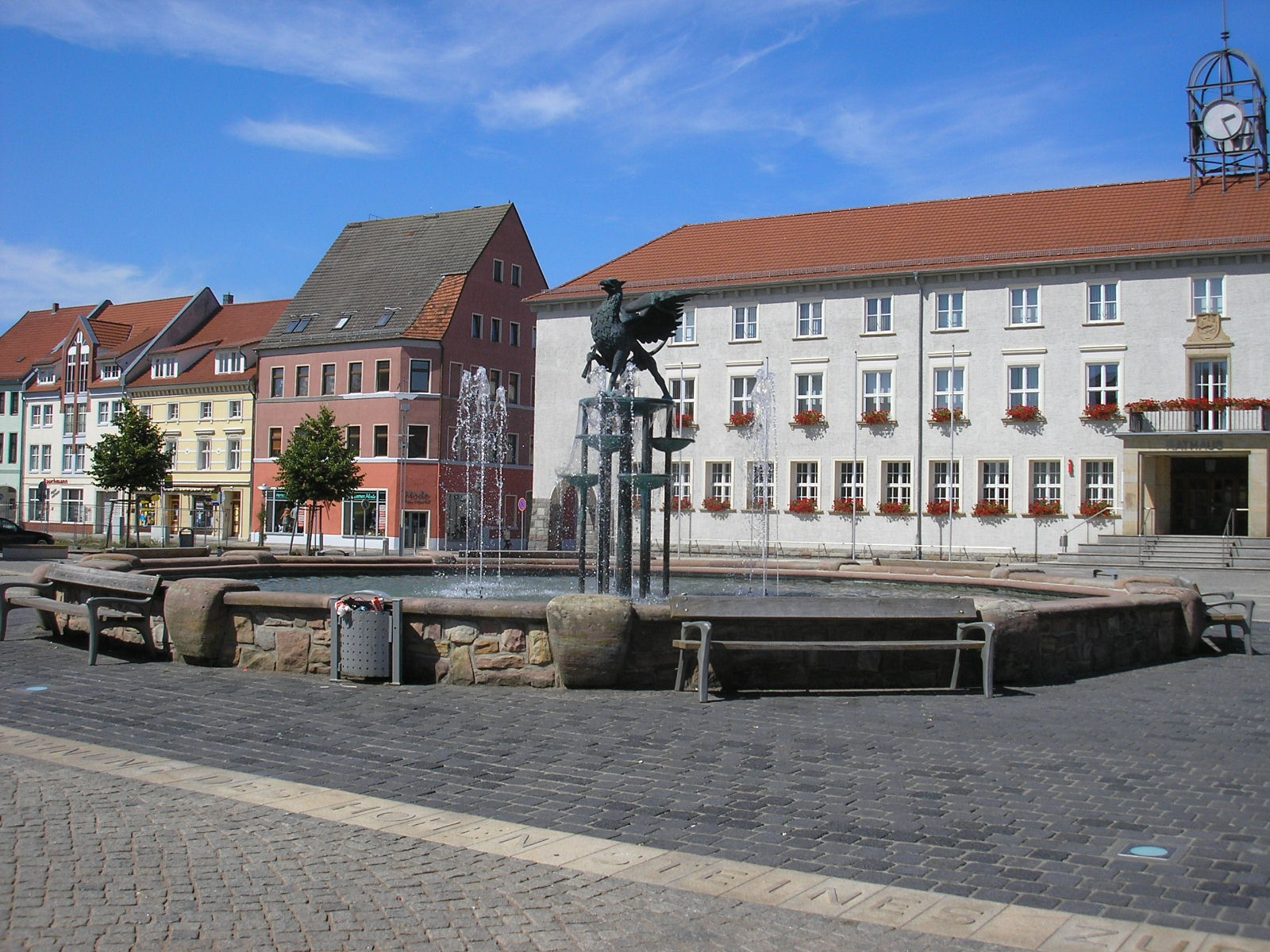
Rathaus am Marktplatz, Brunnen und Frauenstraße

### Stadtvertretung
Die Stadtvertretung besteht aus 25 Abgeordneten. 2009 musste die Kommunalwahl aus rechtlichen Gründen wiederholt werden, was zur Verschiebung eines Sitzes führte. Die jüngste Wahl zur Stadtvertretung fand am 9. Juni 2024 statt
| Partei                        | Sitze 2004 | Sitze 2008 | Sitze 06/2009 | Sitze 09/2009 | Sitze 2014 | Sitze 02/2019 | Sitze 05/2019 | Sitze 2024 |
| IfA *                         | 4          | 5          | 8             | 9             | 8          | 7 b           | 10            | 8          |
| CDU                           | 9          | 7          | 6             | 6             | 8          | 8             | 05            | 6          |
| AfD                           | -          | -          | -             | -             | -          | -             | -             | 7          |
| Die Linke                     | 4          | 4          | 4             | 4             | 4          | 4             | 03            | -          |
| Bürgerplattform**             | -          | -          | -             | -             | -          | -             | -             | 3          |
| Heimat***                     | –          | 1 a        | 2             | 2             | 2          | 2             | 02            | 1          |
| SPD                           | 3          | 3          | 2             | 2             | 2          | 2             | 02            | -          |
| Freie Wähler                  | –          | –          | –             | –             | –          | 1 c           | 1 d           | -          |
| Einzelbewerber Bernd Kohn     | –          | –          | –             | –             | –          | –             | 1 d           | -          |
| FDP                           | –          | –          | 1 a           | 1 a           | 1 a        | 1 a           | 01 a          | 0          |
| UBL ’94 ****                  | 3          | 3          | 2             | 1             | –          | –             | -             |            |
| Stadtvertreter (fraktionslos) | –          | 1          | –             | –             | –          | –             | -             | –          |
| Insgesamt                     | 25         | 24         | 25            | 25            | 25         | 25            | 25            | 25         |

* IfA – Initiativen für Anklam

** Bürgerplattform = Die Sozial-Ökologische Bürgerplattform, Zusammenschluss SPD und Die Linke

*** Bis 2023 NPD

**** UBL ’94 = Unabhängige Bürgerliste

a  fraktionslos

b Fraktion schließt Friedrich Baumgärtner aus

c Freie Wähler Vorpommern-Greifswald nominieren Kandidaten für die Kreistagswahl

d Der Vertreter der Freien Wähler, Friedrich Baumgärtner, und Einzelbewerber Bernd Kohn bilden in der Stadtvertretung eine gemeinsame Fraktion unter Leitung von Friedrich Baumgärtner.

### Bürgermeister nach 1900
- 1909 Karl Unglaube
- 1922 Karl Hannemann
- 1927 Johannes Bauer
- 1945 Hans Falke, Heribert Hövelmans und Rudolf Klühs
- 1950 Margot Kisten
- 1952 Walter Schulz
- 1953 Erich Preissler
- 1955 Paul Kielmann
- 1965 Hans-Joachim Berlin
- 1990–2002 Wolfgang Stifft[46]
- seit 2002 Michael Galander

2002 wurde der parteilose Unternehmer Michael Galander mit Unterstützung der SPD mit 56,8 % als Nachfolger von Wolfgang Stifft zum Bürgermeister von Anklam gewählt. Während dieser ersten Legislaturperiode wurde er durch die Stadtvertretung des Vorwurfs der Untreue wegen zwei Jahre vom Amt suspendiert. 2003 gründete sich zu seiner Unterstützung die Initiative Initiativen für Anklam. Galander wurde in der Bürgermeisterwahl am 24. April 2010 mit 64,9 % der gültigen Stimmen und in der Bürgermeisterwahl am 27. Mai 2018 mit 78,0 % der gültigen Stimmen für jeweils weitere acht Jahre in seinem Amt bestätigt.

### Rechtsextremismus
Die Stadt verfügt über eine etablierte rechtsextreme Szene und gilt als eine der Neonazi-Hochburgen in Vorpommern. Neben offenen Neonazi-Aufmärschen verfolgte und verfolgt die rechtsextreme Szene hier, wie auch in anderen vorwiegend ostdeutschen ländlichen Regionen, eine Kümmerer-Strategie, zum Beispiel über das Angebot von Hartz-IV-Beratungen durch den NPD-Politiker Michael Andrejewski. Mit dem Aufschwung der Stadt in den 2010er Jahren hat die rechtsextreme Szene ihre Strategie dahingehend geändert, über eine netzwerkartige Struktur mit bürgerlicher Fassade, z. B. durch einen Verbund aus Handwerksunternehmen oder den Unterhalt einer sogenannten Volksbücherei, in regionale Wirtschafts- und Sozialstrukturen hineinzuwirken und sich in selbige und damit in die sogenannte Mitte der Gesellschaft zu integrieren. Wenngleich im extremistischen Agieren weniger offen präsent, bleibt Anklam allerdings ein Zentrum der rechtsextremen Szene. Es existieren in Anklam allerdings auch aktive Projekte und Initiativen gegen den Rechtsextremismus, so ist die Landeszentrale für politische Bildung MV zum Beispiel mit einem Demokratieladen vor Ort aktiv, auch wurde am Bahnhof zum ein Jugendzentrum als Demoktratiebahnhof gestaltet. Im Rahmen der Kampagne „Noch nicht komplett im Arsch. Zusammenhalten gegen den Rechtsruck“, die die Band Feine Sahne Fischfilet im Vorfeld der Landtagswahl 2016 organisierte, fand ein Spontankonzert gegen die Wahl rechter Parteien mit dem Rapper Marteria und dem Tote-Hosen-Frontmann Campino auf dem Bahnhofsvorplatz statt, zu dem binnen 24 Stunden rund 2000 Menschen mobilisiert wurden.

### Wappen
| Wappen von Anklam | Blasonierung: „In Blau eine gezinnte silberne Mauer, in deren Mitte ein offener Torbau mit goldenem Dach und Knauf; auf der Mauer ein halb aufgerichteter, golden bewehrter roter Greif mit ausgeschlagener roter Zunge und aufgeworfenem Schweif mit goldener Schwanzquaste, in den Fängen einen dreizackigen goldenen Strahl haltend.“ |
| Wappen von Anklam | Wappenbegründung: Das nach dem Siegelbild des mittelalterlichen Stadtsiegels gestaltete Wappen symbolisiert mit der Zinnenmauer eine befestigte, wehrhafte Stadt. Während der rote Greif als Symbol des Grafengeschlechts auf den Herzog von Pommern als Stadtgründer und Stadtherrn verweist, könnte der Strahl – Ende des 14. Jh. vermutlich dem Stralsunder Stadtsiegel entlehnt – an den Stralsunder Frieden von 1370 erinnern, der die weitere Entwicklung Anklams lange Zeit positiv beeinflusste. Das Wappen wurde 1808 durch die Stadt angenommen, 1995 neu gezeichnet und unter der Nr. 89 der Wappenrolle des Landes Mecklenburg-Vorpommern registriert. |

### Flagge und Dienstsiegel

Flagge der Hansestadt Anklam

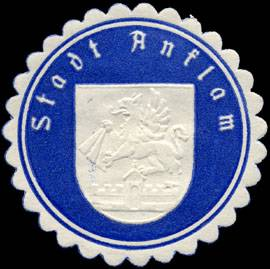
Siegelmarke Stadt Anklam mit Wappen.

Die Flagge wurde vom Anklamer Jörg Schröder gestaltet und am 23. Januar 1998 durch das Ministerium des Innern genehmigt.
Die Flagge ist quer zur Längsachse des Flaggentuchs von Blau, Weiß und Rot gestreift. Der blaue und der rote Streifen nehmen je ein Viertel, der weiße Streifen nimmt die Hälfte der Länge des Flaggentuchs ein. In der Mitte des weißen Streifens liegt das Stadtwappen, das drei Fünftel der Höhe des Flaggentuchs einnimmt. Die Länge des Flaggentuchs verhält sich zur Höhe wie 5:3.
Das Dienstsiegel zeigt das Stadtwappen mit der Umschrift „HANSESTADT ANKLAM“.

### Städtepartnerschaften
Städte- und Gemeindepartnerschaften bestehen mit:
- Heide (Schleswig-Holstein)
- Limbaži (Lemsal, Lettland)
- Gemeinde Burlöv (Schweden)
- Gmina Ustka (Landgemeinde Stolpmünde, Polen)

## Sehenswürdigkeiten und Kultur

### Bauwerke (Auswahl)

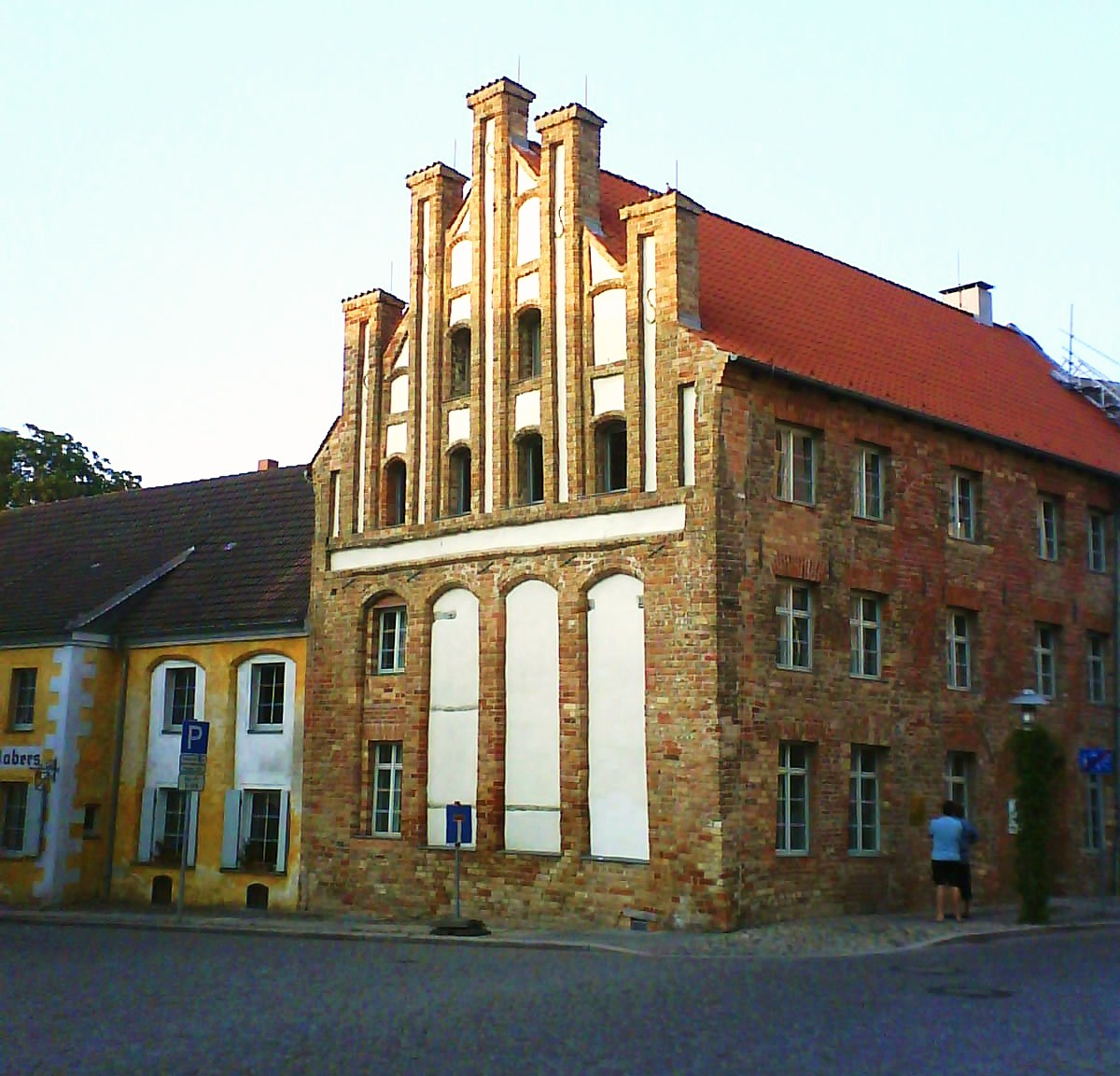
Gotisches Giebelhaus

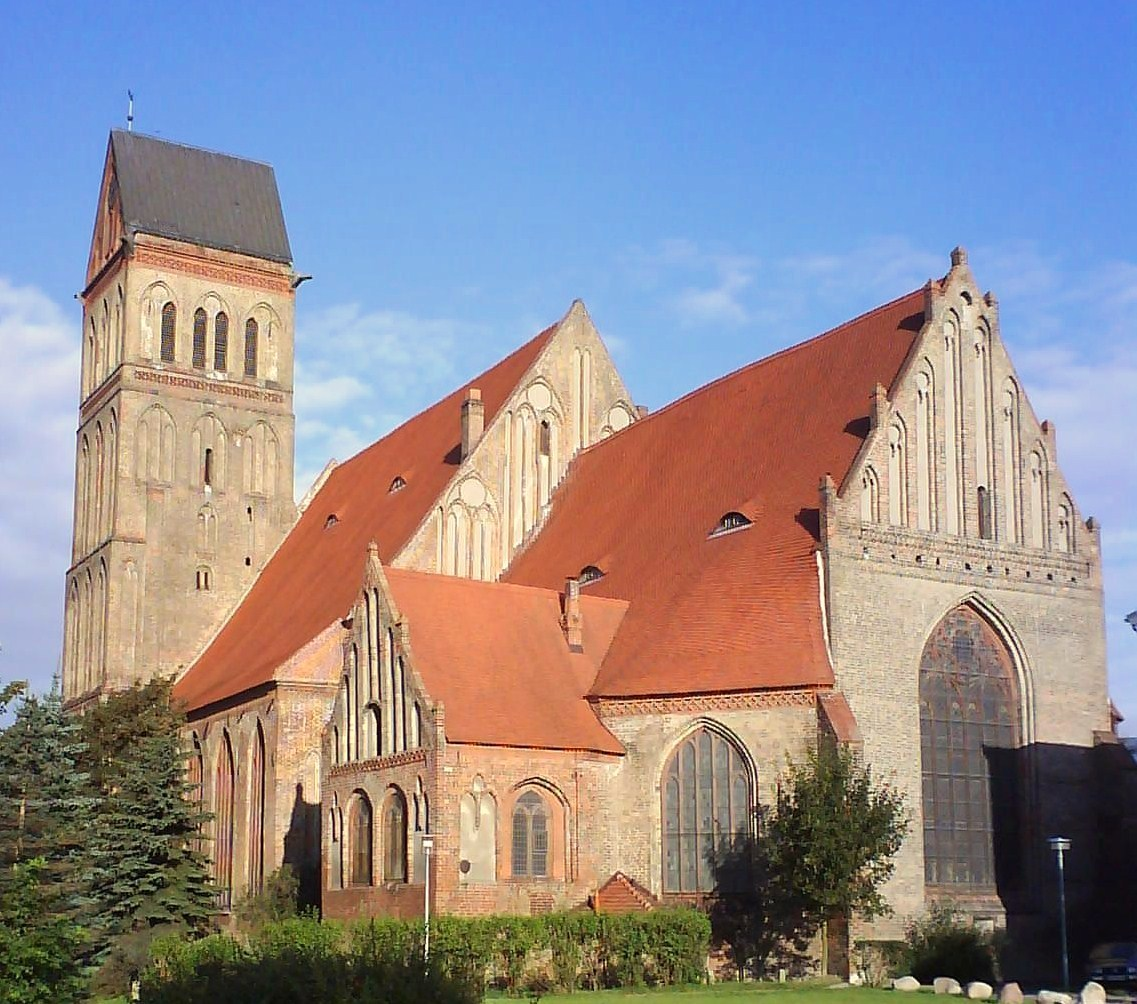
Marienkirche

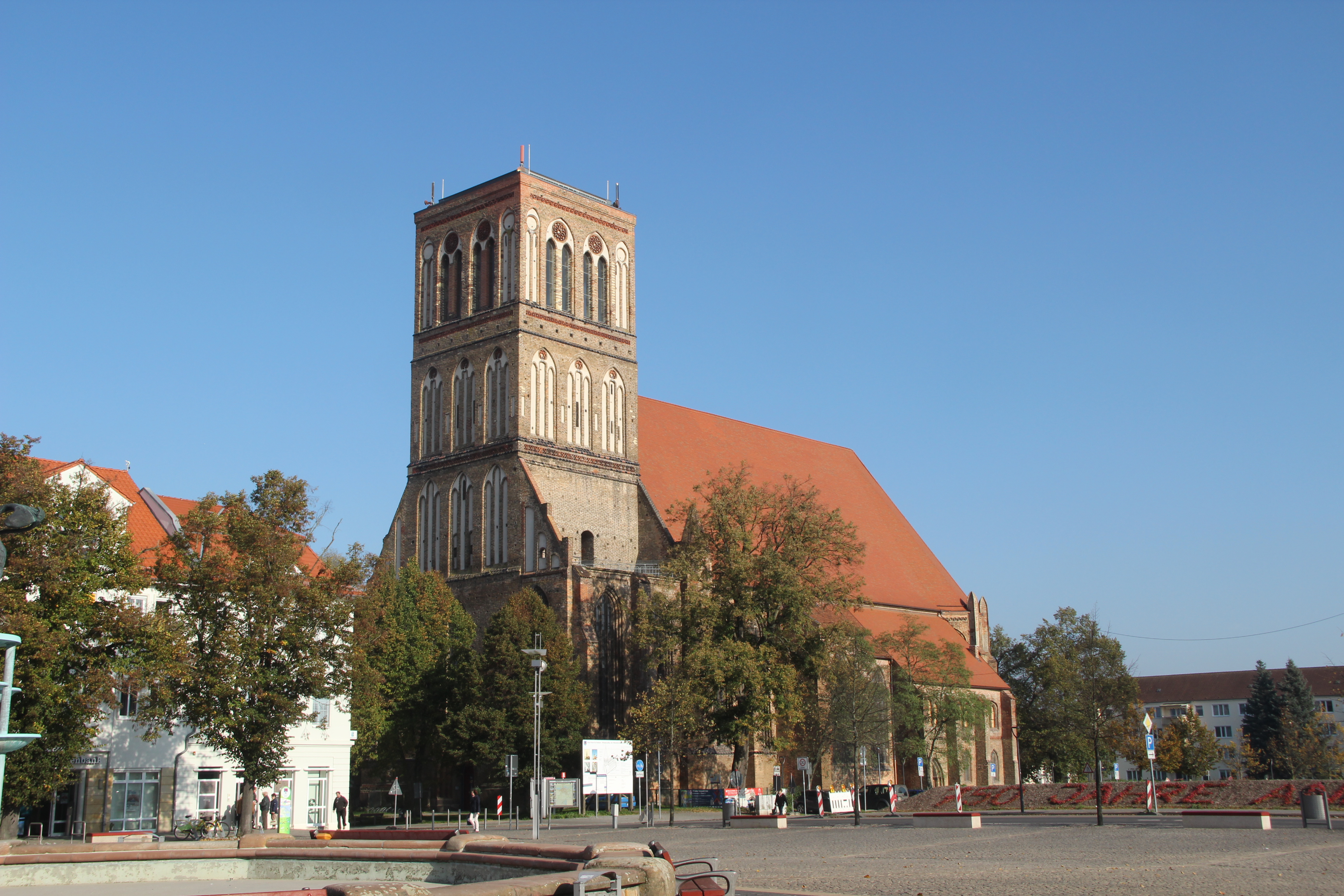
Nikolaikirche

- Marienkirche, dreischiffige Hallenkirche der Backsteingotik aus dem 13. Jahrhundert mit Südwest-Turm, 1296 erstmals erwähnt
- Nikolaikirche, dreischiffige Hallenkirche der Backsteingotik aus dem 14. Jahrhundert mit West-Turm, 1945 ausgebrannt, seit 1995 gesichert und für Konzerte und Ausstellungen genutzt, 2013 mit Wiederaufbau begonnen
- Reste der alten Stadtbebauung
- Gotisches Giebelhaus, Frauenstraße 12/Mägdestraße 1, 1451 erste Erwähnung eines Steinhauses.für 1406 und 1471 sind Eigentümer der Liegenschaft belegt.[15] Baubeginn wahrscheinlich 1350. Dieser Zeit kann auch der Giebel zugeordnet werden.[73]
- Steintor, 32 Meter hoch, von um 1450, letztes erhaltenes Stadttor, 1989 nach Rekonstruktion Museum
- Armen- und Arbeitshaus zu Anclam, 1845–1849 nach einem Entwurf von Friedrich August Stüler errichtet, zunächst Hilfsstrafanstalt für Frauen, dann Heilige-Geist-Stift und später Feierabendheim. Das Verwaltungsgebäude in der Leipziger Allee 26 ist u. a. Sitz der Unteren Denkmalschutzbehörde.[74]
- Anklamer Markt, Platz aus dem 13. Jahrhundert mit Marktbrunnen, 2003/04 neu gestaltet; früher gotisches Rathaus in der Platzmitte
- Ehemaliges Postamt von 1878, heute Hotel
- Ehemaliges Gymnasium in der Wollweberstraße 1, 1850–1852 nach einem Entwurf von Moritz Gottgetreu errichtet, Einweihung am 13. August 1852 im Beisein von Friedrich Wilhelm IV.[75]
- Katholische Pfarrkirche Salvator, 1901 nach Entwürfen von Engelbert Seibertz erbaut
- Hoher Stein, Landwehrturm (erste Erwähnung 1412) im Süden der Stadt
- Pulverturm (erste Erwähnung 1449) mit Teilen der ehemaligen Stadtmauer
- Garnisonskirche (1738–1740), 1854 profaniert und nach Entwurf Stülers zum Altenheim umgebaut
- Holländerhausmühle auf dem Peendamm (1728), genannt Schwedenmühle; seltener Typ eines so genannten Dachholländers, bei dem die Holländerwindmühle auf ein Wohnhaus aufgesetzt ist.
- Kreuzkirche von 1953
- Baustraße 13, Schusterstift als Fachwerkbau von 1448 bzw. 1704
- Herrenhaus im Ortsteil Stretense
- Turmhügel Gellendin

### Technische Denkmale
- Historische Eisenbahnbrücke (Klappbrücke) über die Peene, 2013 durch ein moderneres Bauwerk ersetzt, ein Brückenteil wurde als Denkmal erhalten
- 110-kV-Leitung Anklam–Bansin, Stromleitung über die Peene, die durch die ungewöhnliche Konstruktion ihrer Masten (Seilverspannung) bemerkenswert ist

### Denkmale

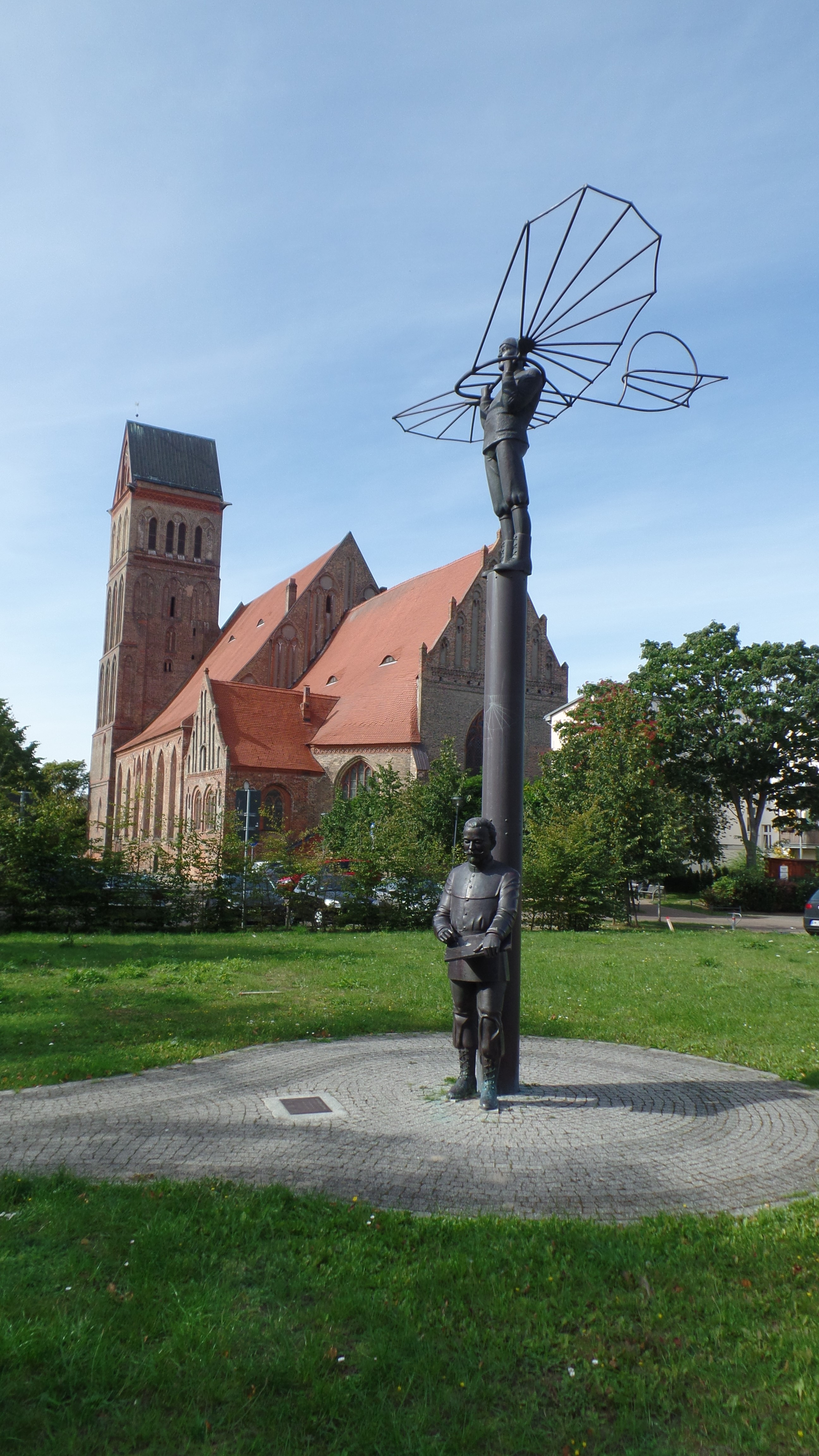
Denkmal für die Brüder Lilienthal vor der Marienkirche (musste inzwischen für einen Hausneubau weichen)

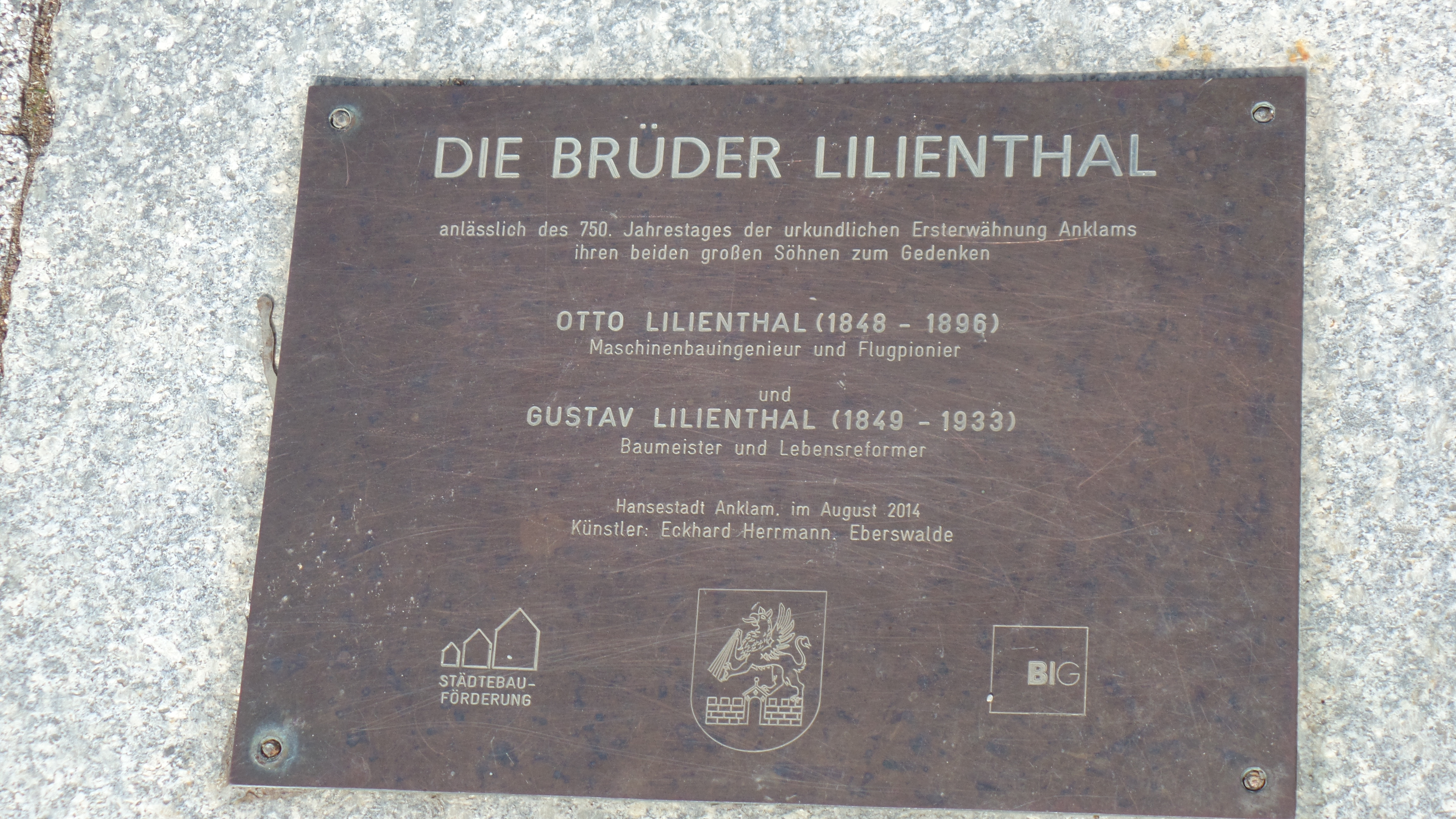
Infotafel des Lilienthal-Denkmals vor der Marienkirche

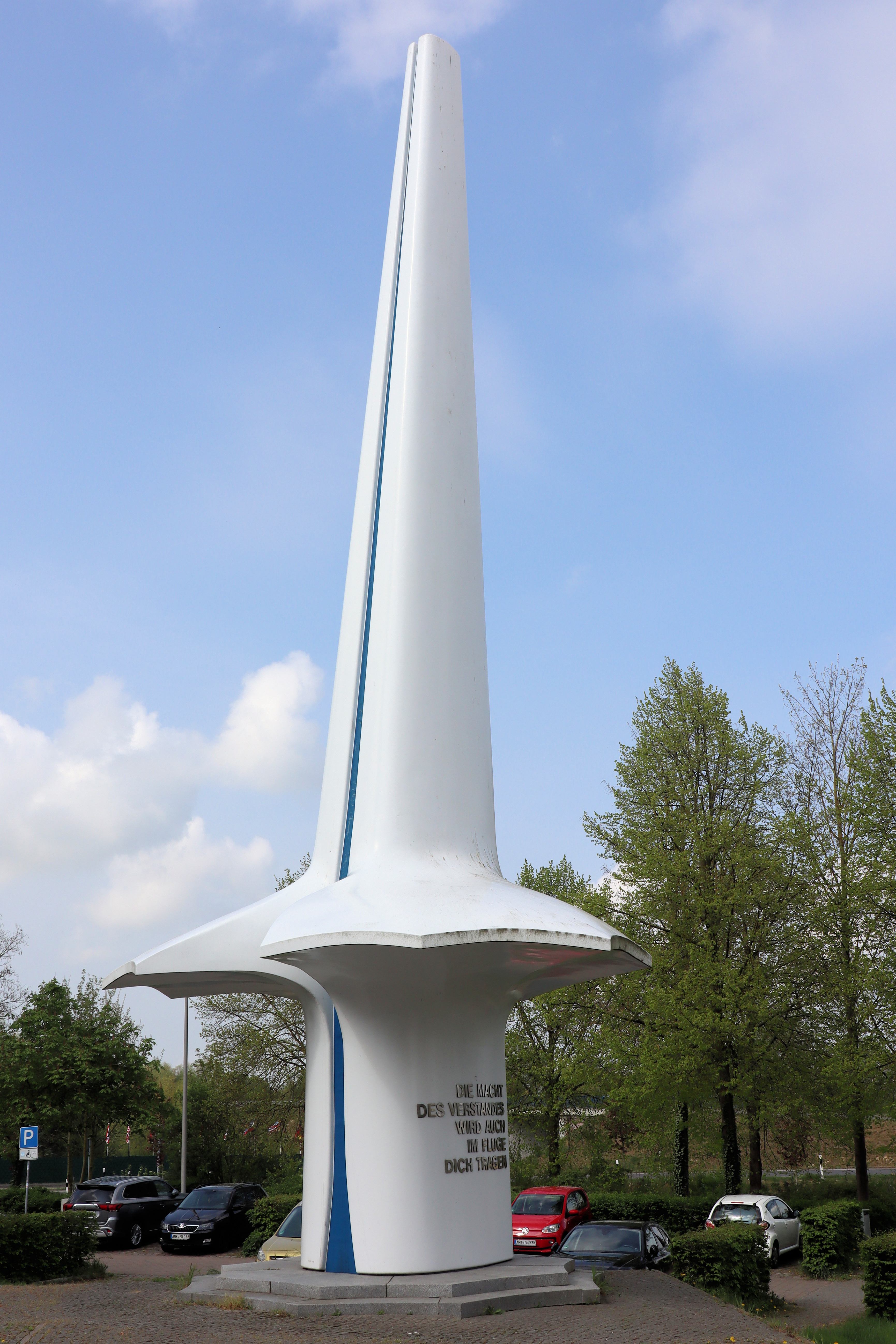
Otto-Lilienthal-Denkmal in Anklam am Pferdemarkt

Denkmal für Otto Lilienthal, Säule aus glasfaserverstärktem Polyesterharz mit einer Höhe von 16 m, vom Warener Bildhauer Walther Preik entworfen und am 8. Juni 1982 am Anklamer Markt aufgestellt. Die Inschrift auf der Seite lautet: „Die Macht des Verstandes wird auch im Fluge dich tragen.“ Am 5. Dezember 2007 bekam es einen neuen Standort am Pferdemarkt.
- Gefallenen-Denkmal, zeigt einen sich im Todeskampf aufbäumenden, brüllenden Löwen. Es wurde vom Bildhauer August Kraus geschaffen und am 7. August 1928 eingeweiht. Nachträglich wurden Jahreszahlen des Zweiten Weltkrieges hinzugefügt
- Gedenkstein für die deutschen Opfer von Flucht, Vertreibung und Mord aus den ehemaligen deutschen Ostgebieten zum Ende und nach dem Zweiten Weltkrieg an der Wallanlage am Steintor (1995)
- Gedenkstein für die 32 polnischen Opfer der Zwangsarbeit während des Zweiten Weltkrieges auf der Ostseite des Friedhofes vom Bildhauer Bruno Giese (1950)
- Ehrenmal für die Opfer des Faschismus im Stadtpark von Robert Petermann und Bruno Giese (1975)
- Denkmal für den KPD-Vorsitzenden Ernst Thälmann im Stadtpark von Bruno Giese (1965). Nach der Schändung wird das Denkmal seit 1992 im Museum verwahrt.
- Gedenkstein für den antifaschistischen Widerstandskämpfer Ernst Pieritz, der 1943 im Zuchthaus Gollnow ums Leben kam, vor dem ehemaligen Lehrlingswohnheim in der Bluthsluster Straße (1950er Jahre). Nach 1990 wurde eine nach ihm benannte Straße entwidmet.
- Mahn- und Gedenkstätte für die Opfer der Shoa am ehemaligen jüdischen Friedhof mit 32 restaurierten Grabsteinen und einer Gedenkstele von Bruno Giese

### Parkanlage
- Bluthsluster Park im Nordosten der Stadt, entstand um 1820 auf Initiative des Anklamer Kaufmanns Friedrich Bluth. Das Gelände, das Eingangstor und die angrenzende Volksschwimmhalle sind in der Landesdenkmalliste eingetragen.

### Museen und Bibliothek

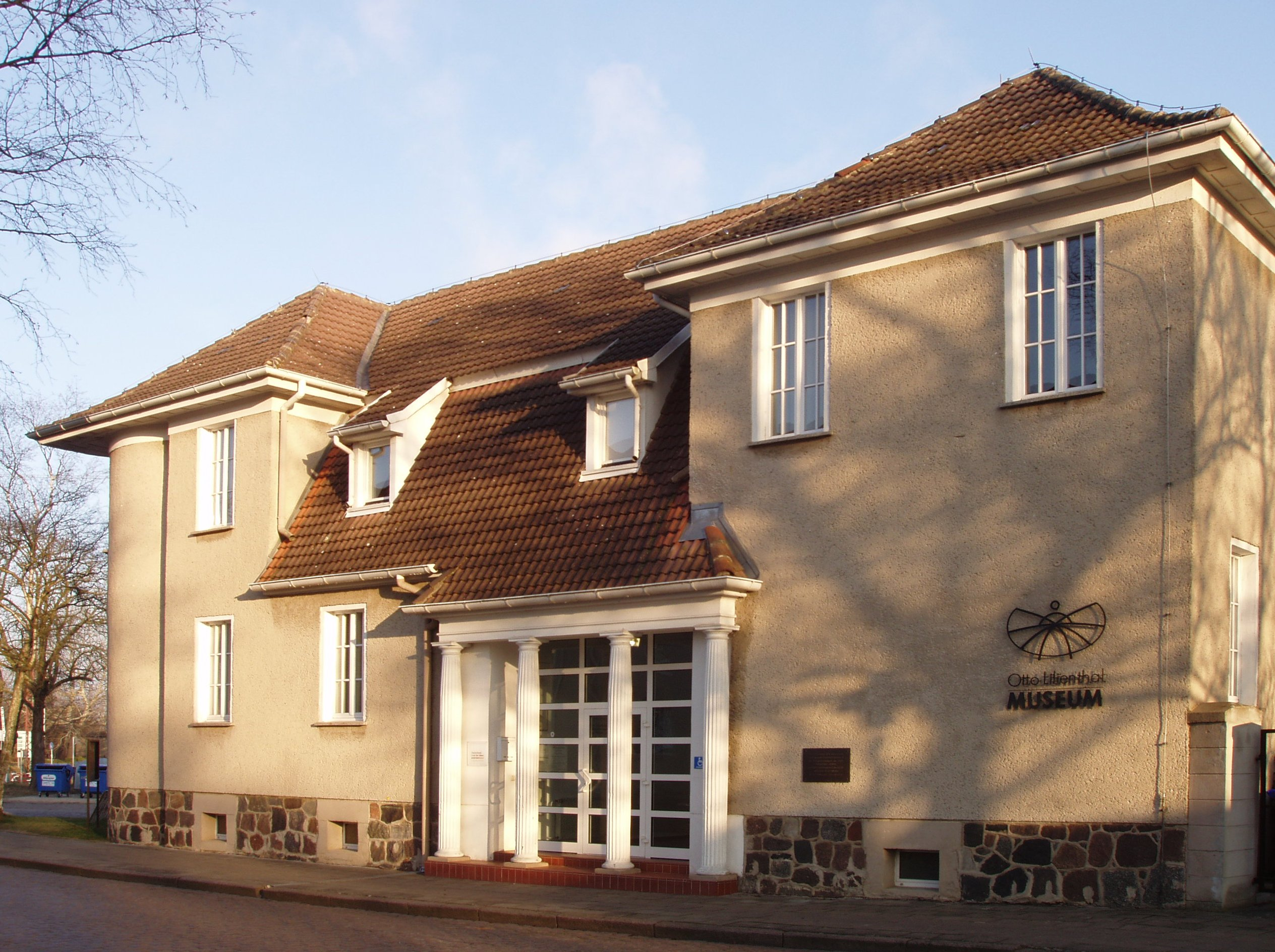
Otto-Lilienthal-Museum

- Otto-Lilienthal-Museum, gehört zu den national bedeutenden kulturellen Gedächtnisorten, wurde mit nationalen und internationalen Auszeichnungen geehrt
- Stadt- und regionalgeschichtliches Museum im Steintor, widmet sich dem Kulturraum Peenetal und der durch den Fluss geprägten hanseatischen Stadtgeschichte. Zu den bedeutendsten Objekten gehört der 1995 entdeckte Anklamer Münzschatz.
- Johann-Christoph-Adelung Bibliothek fungiert als Stadtbibliothek mit 21.691 Medien, darunter auch Onlinemedien und der Möglichkeit der Onlineleihe

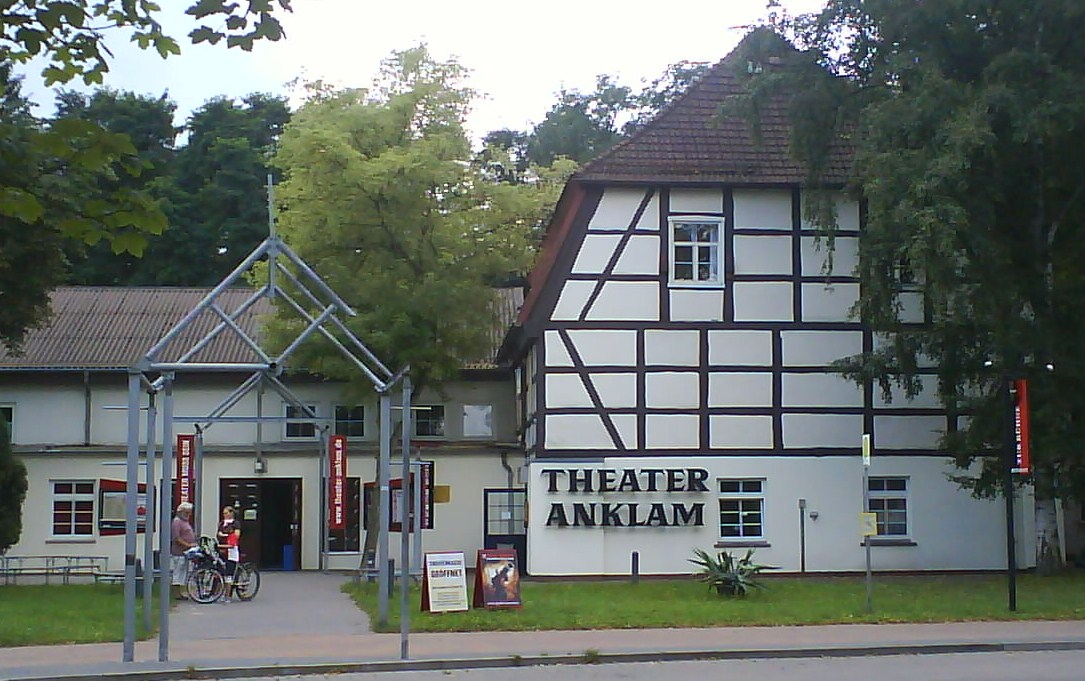
Vorpommersche Landesbühne

### Theater und Kino
- Vorpommersche Landesbühne
- Kino-Center Anklam

### Regelmäßige Veranstaltungen (Auswahl)
- Internationales Trabi-Treffen
- Flugplatzfest
- Hansefest
- Musikmeile
- „Die Peene brennt“, Freilufttheater der Vorpommersche Landesbühne Anklam
- Airport Days Anklam (Autorennen)
- Anklamer Sommermusikreihe in St. Marien

## Wirtschaft, Verkehr und Infrastruktur

### Wirtschaft und Tourismus
Die Möbelfabrik Oldenburg war zwischen den Weltkriegen die größte Möbelfabrik Norddeutschlands und der größte Arbeitgeber der Hansestadt. 1948 verstaatlicht, wurde das Werk nach der politischen Wende abgewickelt.
Traditionell ist Anklam durch landwirtschaftlich orientierte Industrie geprägt, so ist die seit 1893 bestehende Zuckerfabrik Anklam ist die einzige verbliebene Zuckerfabrik in Mecklenburg-Vorpommern und vor der Stadt liegen ein Schlachthof und ein fleischverarbeitender Betrieb. Darüber hinaus ist die Wirtschaftsstruktur in und um Anklam durch mittelständische Betriebe, vor allem aus der Baubranche und der Dienstleistungsbranche, geprägt. Die Stadtentwicklung in den 2000er und 2010er Jahren beförderten die Ansiedlung des Mittelstandes in und um Anklam, so stieg die Zahl der Gewerbeanmeldungen von 539 im Jahr 2016 auf 597 im Jahr 2021, was auch zur Verdopplung der Gewerbesteuereinnahmen und einem Anstieg der Beschäftigung um 5 % beitrug. Dafür wurde Anklam der Große Preis des Mittelstandes als Kommune des Jahres 2022 verliehen.
Ende der 2010er und Anfang der 2020er Jahre kam es in Folge der positiven Wirtschaftsentwicklung der Stadt Anklam auch zur Ansiedlung von mehreren Forschungszentren, so zum Beispiel ein Forschungszentrum des Reifenherstellers Continental zur Herstellung von Kautschuk aus Löwenzahn und des BioÖkonomiezentrums Anklam in Murchin.
Parallel dazu und als zentraler Aspekt der Stadtentwicklung wurden und werden neben oben aufgeführten Kulturangeboten und Sehenswürdigkeiten zudem die touristischen Angebote in Anklam weiterentwickelt. So wird das Otto-Lilienthal-Museum in die Nikolaikirche umziehen und die Nikolaikirche mit dem Otto-Lilienthal-Museum zum Ikareum weiterentwickelt, das neben der Rolle als Museum auch als Veranstaltungsort, Baudenkmal und Regionales Informations-.und Tourismuszentrum (RITZ) genutzt werden soll. Zudem sollen das Peeneufer und der Peenedamm für die touristische Nutzung weiterentwickelt werden und unter anderem eine Lagunenstadt mit erweiterten Wassersportangeboten entstehen.

### Verkehr

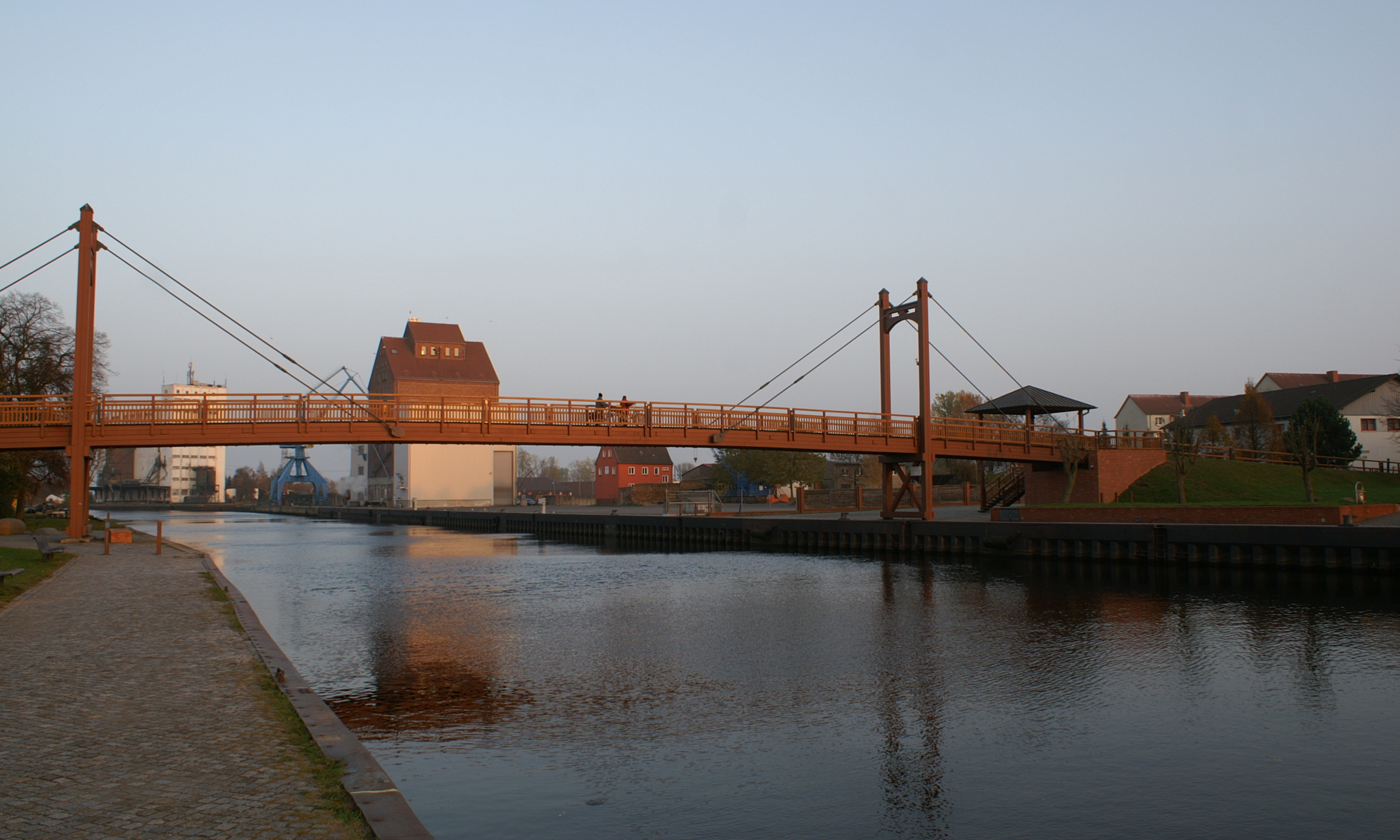
Peene mit Fußgängerbrücke und Stadthafen

Die Bundesstraßen B 109 (Greifswald–Anklam–Pasewalk), B 110 (Demmin–Anklam–Swinemünde), B 197 (Anklam–Neubrandenburg) und B 199 (Anklam–Autobahnanschlussstelle Anklam) verlaufen sternförmig auf die Stadt zu. Westlich der Stadt befindet sich in 25 Kilometer Entfernung die Anschlussstelle Anklam der A 20 (Rostock–Dreieck Uckermark). Innerhalb der Stadt werden zunehmend Kreuzungen durch Kreisverkehre ersetzt.
Der Bahnhof Anklam an der Bahnstrecke Angermünde–Stralsund wird von der Regional-Express-Linie RE3 in Richtung Stralsund und Berlin im Zweistundentakt bedient. ICE- und IC-Züge halten ebenfalls. Der ÖPNV innerhalb der Stadt sowie zwischen Stadt und Umland wird vorwiegend durch die Anklamer Verkehrsgesellschaft mbH gestellt, die mit anderen Verkehrsunternehmen im Rahmen der Kooperationsgemeinschaft Vorpommern organisiert ist.
Der Binnenhafen Anklam wickelt den Güterverkehr über die Peene ab.
Südlich der Stadt liegt der Flugplatz Anklam.

### Verwaltung, Polizei, Feuerwehr und Gesundheitsversorgung
Das Zentrum der Stadtverwaltung ist das Rathaus am Markt 3, dort sind auch die Stadtbibliothek und das Ordnungsamt angesiedelt. Daneben sitzt die städtische Verwaltung auch in der Burgstraße 15. Auch der Landkreis Vorpommern-Greifswald hat in Anklam Außenstellen, unter anderem sitzen Teile des Landratsamts in der Demminer Straße 71–74 und Teile der Kreisverwaltung in der Leipziger Allee 26.
Das Polizeipräsidium Neubrandenburg unterhält in der Friedländer Straße 13 die Polizeiinspektion Anklam mit Polizeihauptrevieren (PHR) und Kriminalkommissariat. Zudem gibt es in der Peenstraße 34 die Freiwillige Feuerwehr Hansestadt Anklam. Als Mittelzentrum verfügt Anklam nicht nur über Arztpraxen, Apotheken und Pflegedienste, sondern auch über das AMEOS Klinikum Anklam, das unter anderem auch über eine Abteilung zur Geburtshilfe, zur Kinder- und Jugendmedizin und zur Psychiatrie und Psychotherapie (Tagesklinik) verfügt.

### Wohnen, Energie und Wasser
In Anklam gibt es mehrere Wohnungsunternehmen, unter anderem die Wohnungsgenossenschaft Anklam eG mit ca. 1100 Wohnungen (Stand 2021) und das städtische Unternehmen Grundstücks- und Wohnungswirtschafts GmbH Anklam mit insgesamt ca. 3000 Wohnungen, davon 2500 im Eigenbestand. Letzteres betreibt auch das städtische Heizkraftwerk und deckt einen großen Anteil des Wärme- und Strombedarfs in der Stadt. Das Heizkraftwerk wurde bis Ende 2015 mit Heizöl betrieben und aktuell mit Erdgas, es ist zur Kraft-Wärme-Kopplung befähigt und erzeugt daher gleichzeitig Strom und Wärme.
Bei Anklam gibt es zudem eine Biogasanlage der Bioenergie Anklam GmbH, deren Wärme in der Landwirtschaft und in der Stadt verwendet wird, die aber auch Strom ins Stromnetz von E.DIS einspeist.
Die Wasserversorgung in Anklam wird durch den Zweckverband Wasserversorgung und Abwasserbehandlung Anklam abgebildet, dieser befindet sich in öffentlicher Hand und ist Teil der Gesellschaft für Kommunale Umweltdienste mbH Ostmecklenburg-Vorpommern.

### Bildung (Auswahl)
- Grundschule Gebrüder Grimm
- Grundschule Villa Kunterbunt
- Cothenius-Grundschule (seit September 2006 nicht mehr eigenständig; jetzt Nebenstelle der Villa Kunterbunt)
- Evangelische Schule Peeneburg
- Realschule Friedrich Schiller
- Lilienthal-Gymnasium
- Regionale Schule Käthe Kollwitz (ehemaliges Lyzeum)
- Haus der Bildung (Volkshochschule)
- Kleeblattschule Anklam – Förderschule mit dem Förderschwerpunkt geistige Entwicklung
- Förderzentrum Biberburg Anklam

## Persönlichkeiten

### Ehrenbürger
- Maximilian von Schwerin-Putzar (1804–1872), Landrat Kreis Anklam, preußischer Minister und liberaler Politiker, ehemaliger Ehrenbürger

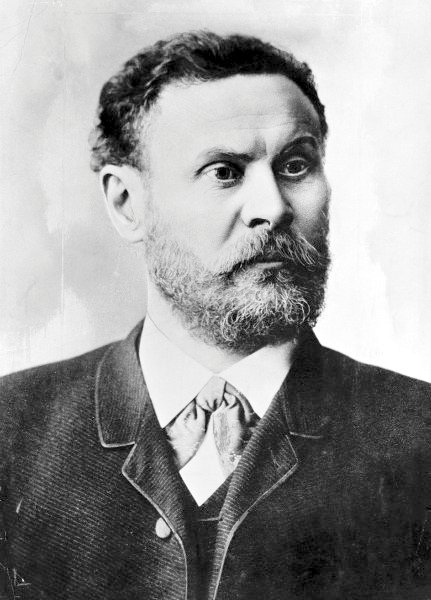
Otto Lilienthal

### Söhne und Töchter der Stadt
Zu den bekanntesten in Anklam geborenen Persönlichkeiten gehören die Brüder Otto Lilienthal und Gustav Lilienthal, der SED-Politiker Günter Schabowski sowie der Schauspieler Matthias Schweighöfer.

### Weitere Personen, die in Anklam wirkten und lebten
- Albrecht Elzow (unbekannt–1698), Stadtrat und Kämmerer in Anklam, Heraldiker und Genealoge
- Andreas Kretzschmer (1775–1839), Jurist und Volksliedforscher, lebte und arbeitete in Anklam
- Joseph Lewin Wertheim (1784–1863), Stammvater der Warenhaus-Familie Wertheim[85]
- Gustav Spörer (1822–1895), Astronom, arbeitete als Lehrer und Professor für Mathematik und Naturwissenschaft am Städtischen Gymnasium Anklam
- Jacob Reichard (1841–1913), Fotograf, der in Anklam und später in Berlin wirkte
- Eduard Beintker (1853–1926), Schullehrer und Heimatforscher, ab 1879 am Gymnasium Anklam; veröffentlichte eine Reihe Beiträge zur Anklamer Geschichte
- Max Wagenknecht (1857–1922), Komponist, lebte und arbeitete als Organist und Komponist in Anklam
- Otto Bollnow (1877–1959), Schullehrer und Heimatforscher, war von 1914 bis 1936 Schulrektor an der 3. Volksschule in Anklam
- Konrad Adolf Lattner (1896–1979), Maler, lebte und arbeitete in Anklam
- Hermann Bollnow (1906–1962), Historiker, wuchs in Anklam auf und war hier Studienrat an der Luisenschule
- Uwe Johnson (1934–1984), Schriftsteller, verlebte seine Kindheit und ersten Schuljahre in Anklam
- Michael Andrejewski (* 1959), Politiker und Rechtsanwalt, für die NPD Mitglied der Stadtvertretung